# 刘晓波
刘晓波（1955年12月28日—2017年7月13日），吉林省长春人，2010年诺贝尔和平奖得主，中华人民共和国作家、社会活动家、文艺评论家、人权活动家，曾任独立中文笔会会长、《民主中国》网刊主编、是《零八宪章》的主要起草人之一。
刘晓波毕业於吉林大学中文系本科，北京师范大学中文系硕士、文艺学博士，曾任北京师范大学中文系讲师，后因参与六四事件被捕入狱。他毕生致力於宣傳及參與旨在終結中國共產黨一黨專政的中国民主運動，多次被拘捕判刑。1995年被北京市公安局以「監視居住」的形式關押。1999年以“扰乱社会秩序”被处劳动教养三年。2009年，因涉嫌“煽动颠覆国家政权罪”被逮捕，并于同年12月25日被判处有期徒刑11年，剥夺政治权利2年。
2010年，刘晓波获得挪威诺贝尔和平奖委员会颁发的诺贝尔和平奖，成为第一位获得该奖的中华人民共和国公民。刘晓波是继德国的卡尔·冯·奥西茨基（1935年）和缅甸的翁山蘇姬（1991年）之后，第三位在服刑或拘禁期间获得诺贝尔奖的人，也是历史上唯一一位从获奖至辞世未能恢復完全人身自由的诺贝尔奖得主。
2017年6月，刘晓波因确诊肝癌晚期而获中國政府批准保外就医，其後於沈阳的中国医科大学附属第一医院在与外界隔离的状态接受治疗。7月13日17時35分，医院宣布劉曉波病情恶化并因多重器官衰竭，经抢救无效逝世，享年61歲。他的遺體在北京时间2017年7月15日約6時30分火化，當天中午海葬。

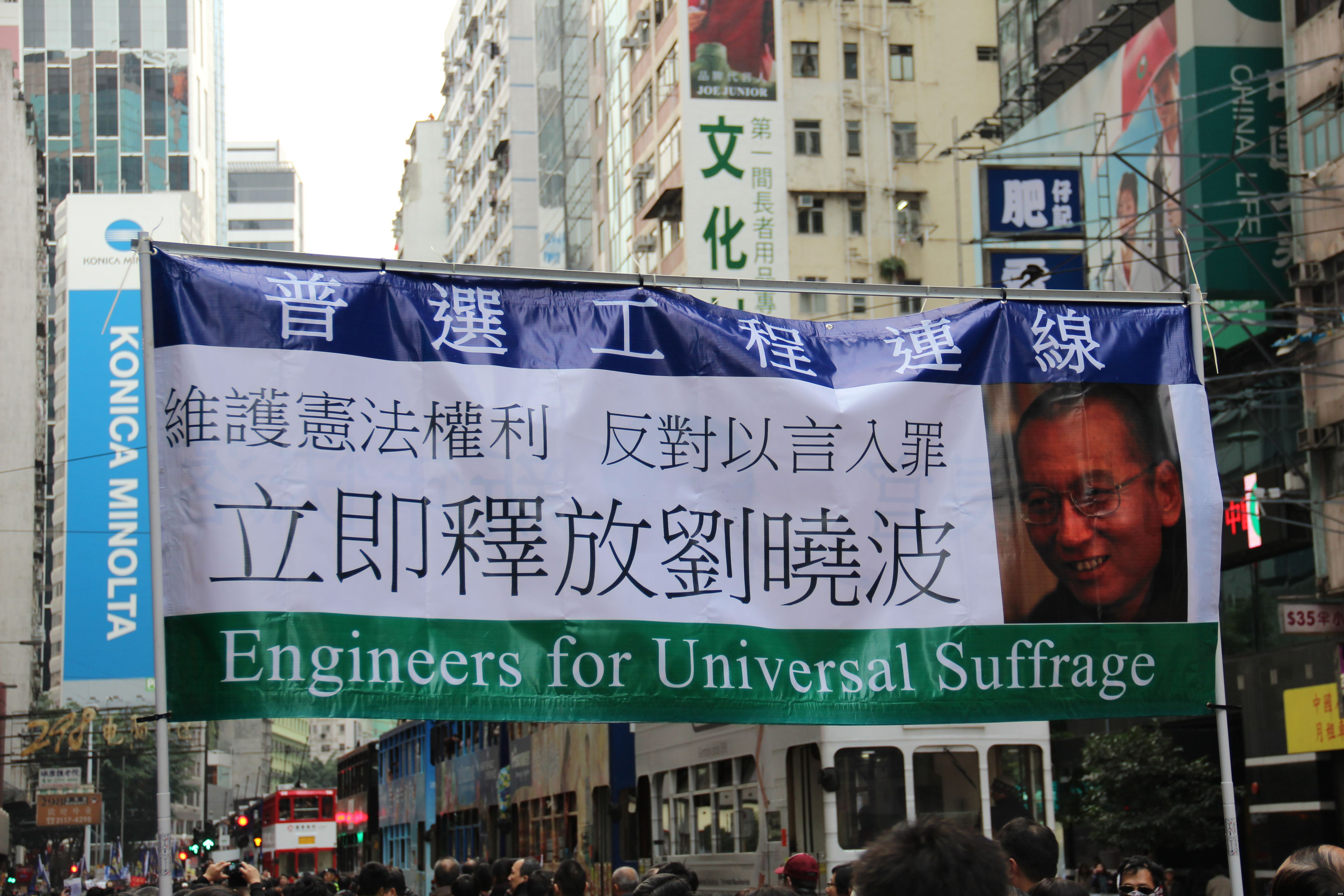
香港聲援釋放劉曉波的遊行

## 早年经历
1955年12月28日，刘晓波出生于吉林省長春市的知识分子家庭，父亲刘伶为东北师范大学教师。
1962年进入东北师范大学附属小学学习，毕业后进入东北师范大学附属中学学习。
1969年，正逢文革時期，随父母下乡到内蒙古兴安盟科尔沁右翼前旗大石寨公社。1973年下半年，回到长春市。
1974年7月，高中毕业后作为知识青年，被送到吉林省农安县三岗公社插队。
1976年11月，回到长春，被长春市建筑公司招为工人。
1977年，刘晓波考入吉林大学中文系。次年，与王小妮、徐敬亚、吕贵品、邹进、白光、兰亚明六位同学组成“赤子心”诗社。
1982年，毕业获文学学士学位，考入北京师范大学中文系，攻读硕士研究生。
1984年4月，在《国际关系学院学报》上发表处女作《论艺术直觉》，后在《社会科学战线》上发表《论莊子》，同年获文学硕士学位，留在该系任教，并继续在一些学术刊物上发表美学和文学评论，其中1985年6月和8月先后发表的《一种新的审美思潮》和《无法回避的反思──从几部有关知识分子的小说谈起》，支持具有叛逆精神的“新潮文学”，批判当时提倡忍辱负重精神的主流文学作品而初露锋芒，被作为后来引起文坛震撼的“刘晓波现象”开端。
1986年9月，中國社会科学院文学研究所召开“新时期十年文学讨论会”，刘晓波到场以《新时期文学面临危机》为题即兴发言，以中国“五四文学”和西方现代派文学为参照，使用当时被认为惊世骇俗的语言批评受到普遍肯定的“新时期文学”主流，并概括为整个中国文化和知识界的问题：
中国知识分子身上的民族惰性比一般大众更深更厚！......中国作家仍然缺乏个性意识。这种无个性的深层就是生命力的枯萎、生命力的理性化、教条化，中国文化的发展一直是以理性束缚感性生命，以道德规范框架个性意识的自由发展......不打破传统，不像五四时期那样彻底否定传统的古典文化，不摆脱理性化教条化的束缚，便摆脱不了危机。
同年10月初，其发言被《深圳青年报》整理發表，国内外报刊纷纷转载，引起了更大轰动，被称为 “文坛黑马”。同月，又发表《与李泽厚对话——感性·个人·我的选择》，其作品由此从文学评论发展到思想文化批判层面。同年，刘晓波成为北京师范大学中文系文艺理论博士研究生，并连续在各种刊物上发表文学、美学和思想评论文章。
1987年，他发表首部著作及成名作《选择的批判——与李泽厚对话》。
1988年，创刊不久的文学评论双月刊《百家》第2期开辟了“第一百零一家”专栏，发表刘晓波的《论孤独》和其他几位青年学者讨论“刘晓波现象”的论文。同年6月，刘晓波发表博士论文《审美与人的自由》，其论文答辩会在数百学生自发旁听下，获得由九位著名文学评论家、美学家组成的答辩委员会一致通过，成为文学博士，并应聘为该系讲师。
1988年8月至11月，刘晓波应邀赴挪威奥斯陆大学作访问学者，讲授中国当代文学。12月至1989年2月，应邀赴美国夏威夷大学作访问学者，讲授中国哲学、中国当代政治与知识分子，并进行该专题的研究。3月至5月，应邀赴美国哥伦比亚大学作访问学者，后因北京发生学生运动回国而中断。

## 民主运动

### 八九学运
1989年4月15日，因“八六学潮”被迫辞职的前中共中央总书记胡耀邦因病去世，北京及全国高校学生相继举办悼念活动，随后发展成大规模街头抗议运动，当时正在美国哥伦比亚大学作访问学者的刘晓波也随即响应，参与海外中国留学生和访问学者的声援活动。
4月20日，香港《明报》报道《胡平、刘晓波、陈军等十人共同发表“改革建言”促中共反省纠正错误》：“对大陆目前的学运表示关注”，要求“重新审查……1983年清除精神污染运动”和“1987年反资产阶级自由化运动的有关问题”，“修改宪法”，取消“四项基本原则”，加入保障基本人权的条款，开放民间报刊，禁止因言定罪，真正实行言论自由、出版自由和新闻自由。
4月22日，刘晓波在《世界日报》发表《胡耀邦逝世现象的省思》，提出：“抛弃寻找开明君主的改革模式，而尝试着走一条从制度上改造中国的道路”，“如果大陆的大学生们和那些追求民主的知识分子们，能在公开支持党内开明派的同时，也公开支援魏京生等人和海外的《中国之春》，肯定会加快中国民主化的进程。”同日起草《致中国大学生的公开信》，提出七条如何开展学生运动的建议，与海外民运团体“中国民主团结联盟”（简称“民联”）主席胡平共十位中国留学生、学者联署发表并转发到国内。随后，刘晓波中断到1990年才回国的计划，于1989年4月26日离开美国，27日回到北京，并立即参与学运活动，向“北京师范大学学生自治会”转交了他与民联首任主席、新建“中国民主党”主席王炳章等留学生、学者的捐款数千元美金和万余元人民币。
5月13日，北京数百名大学生到天安门广场开始绝食静坐，刘晓波次日到广场支持和协助学生，参与广场绝食团的宣传、撰稿、讲演、募捐等活动，应邀负责《北师大绝食团通讯》筹款、组稿、编辑和发行，并参与“首都各界联合会”的筹建工作。他起草并散发了《致北师大党委的公开信》、《告海外华人以及一切关心中国问题的外国人士书》、北京师范大学学生自治会的《我们的建议》等传单。
6月2日，发表《六·二绝食宣言》，与周舵、高新和台湾歌手侯德健开始48～72小时绝食，为此获得广场上学生的信任，得以于6月4日清晨与包围天安门广场的戒严部队谈判后，说服数以千计的学生安全撤离，避免了更大的流血惨案。香港《南華早報》冠以劉曉波、侯德健、周舵及高新四人「四君子」稱呼，與《明報》也有此稱。
6月6日，刘晓波被拘捕，随后被中国官方媒体公开指控为操纵学运的“黑手”。6月24日，《北京日报》发表署名王昭的文章《抓住刘晓波的黑手》，此后当局又发表批判文集《刘晓波其人其事》。同年，刘晓波出版的《形而上学的迷雾》和《赤身裸体，走向上帝》两本书与其它作品一起遭禁。與此同時，劉晓波在中國官方中央電視台上作證，未見中共軍隊在天安門廣場上殺人。
同年9月，刘晓波被开除公职，于1991年1月在北京市中级人民法院受审，被判“反革命宣传煽动罪”，但因说服学生撤离广场被作为“重大立功表现”而免予刑事处分释放。

### 异议作家
出狱后作为自由撰稿人在北京从事写作，并参与人权活动。1992年，在台湾出版《末日幸存者的独白》。該書對其作證天安門廣場上沒有死人進行懺悔（书中所讲事实是并未看到死人，但是为自己去作证的行为忏悔），同時又做自我辯護，引起作家鄭義等人的嚴詞批評。
由于刘晓波抨击时政、关注民间维权、呼吁为六四平反和要求中国当局进行民主宪政改革，他也成为了中国当局重点监控的人員。在每年的一些敏感时期（如六四周年、两会、党代会等），刘晓波都会被中国当局实施某种程度的软禁，要求不得外出、访友，甚至限制电话或网络等的對外通讯。
1993年1月起，刘晓波应邀出访澳大利亚和美国，接受文献纪录片《天安門》制作者的采访，并在台湾《联合报》发表《我们被我们的“正义”击倒》，对“八九民运”进行批判性反省，引起海内外异议人士很大争议。同年5月，谢绝海外一些朋友留下避难的建议，又返回中国。
1995年2月20日，刘晓波起草并与包遵信、王若水、陈子明、徐文立等共12人联署发表《反腐败建议书——致八届人大三次全会》，提出了近期改革的7项目标与远期改革的5项目标。5月，他又和陈小平共同起草《汲取血的教训推进民主与法治进程——“六四”六周年呼吁书》，并与王之虹、王丹、包遵信、刘念春、江棋生等共14人发起联署，但他在正式发表前就被北京市公安局以“监视居住”的形式单独关押在北京郊区，到1996年1月才被释放:196。
1996年8月，刘晓波到广州与王希哲相见，讨论了一些共同关注的问题，商定向国民黨和共產党提出《对当前我国若干重大国是的意见》，在两党签署和平协议《双十协定》51周年的10月10日发表，也称《双十宣言》，包括两岸统一的政治基础问题、西藏问题、关於健全全国人民代表大会制的问题、钓鱼岛问题等四项，但在该宣言正式发表的前两天，刘晓波被北京市公安局拘留，随后以“扰乱社会秩序”被处劳动教养三年，被关押到大连劳动教养所。1996年11月与劉霞结婚。1999年10月7日，劳教期满获释，此后在北京从事写作。
2000年左右，在台港出版了兩本著作，《向良心說謊的民族：劉曉波文集》（臺北市: 捷幼出版，2002年），《刘晓波刘霞诗选》（香港：夏菲爾出版，2000年），:242。同年7月，参与创立中国独立作家笔会（后改名为独立中文笔会）。2003年11月当选第一届会长，2005年11月2日再次当选连任第二届会长。2006年，与张祖桦、蔡楚等人共同接办《民主中国》。2007年10月在独立中文笔会的会员大会上不再参选会长，而继续担任理事，直到2008年12月再次被捕。

### 《零八宪章》
2008年，刘晓波发起并参与起草《零八宪章》，并与300多名中国各界人士一同签署。该宪章于同年12月10日世界人权日以及聯合國《世界人權宣言》60周年时发表。《零八宪章》以捷克斯洛伐克《七七宪章》的风格写成，主要是呼吁言论自由、人权和自由选举。至2013年12月，该宪章有13,000多个签名。

## 被捕与受审
《零八宪章》起草后，刘晓波在2008年12月8日被以“涉嫌煽动颠覆国家政权罪”刑事拘留，12月9日被监视居住。12月11日中国人权活动人士对刘晓波可能面临长期监禁表示担心。12月14日，香港支聯會三團體在香港中聯辦外示威要求釋放劉曉波。
2009年6月23日，刘晓波因涉嫌煽动颠覆国家政权罪，经中国检察机关批准逮捕。12月25日，北京市第一中级人民法院以煽动颠覆国家政权罪判处有期徒刑11年，剥夺政治权利兩年。一审判决书指控刘晓波在“观察”、“BBC中文网”等境外网站上发表《中共的独裁爱国主义》、《难道中国人只配接受“党主民主”》、《通过改变社会来改变政权》、《多面的中共独裁》、《独裁崛起对世界民主化的负面效应》、《对黑窑童奴案的继续追问》等“煽动性”文章，抨击中国政府。刘晓波还在《零八宪章》中提出“取消一党垄断执政特权”、“在民主宪政的架构下建立中华联邦共和国”等多项主张，试图煽动颠覆政府，判决后刘晓波表示将提出上诉。
2010年2月11日，北京市高级人民法院驳回刘晓波的上诉，维持原判。
刘晓波于2010年5月26日开始，在辽宁省锦州监狱服刑。同年10月8日，在服刑期间获得2010年诺贝尔和平奖。

### 判决反應

#### 中国大陸民间
2009年12月10日，328名《零八宪章》的起草者和签署人发表声明，表示愿意跟刘晓波共同進退，寧願被判刑。在《我们愿与刘晓波共同承担责任》声明说，如果刘晓波被起诉，那么作为《零八宪章》的签署人，每一个人都是案件的组成部分，“对刘晓波的起诉就是将我们每一个人都置于审判席上；如果判处刘晓波先生有罪，也等于判决我们每一个人都有罪。我们只有和刘晓波先生共担刑罚”。
2010年1月，北京电影学院教授崔卫平通过电话等方式询问了100多位中国知识分子对刘晓波获刑的看法，在征得对方同意的情况下将其看法发表于Twitter。
2010年1月15日，新華社前社長胡绩伟、前副社长李普、記者戴煌及学者何方发表公开信，信中称对刘晓波被判刑“感到困惑不解”，“刘晓波犯了‘煽动颠覆国家政权罪’的主要罪证是提出了‘中华联邦共和国’的口号。年轻的同志可能不知道，我们这些老同志都记得：‘联邦共和国’的口号是早在中国共产党‘二大’就提出来的，‘七大’党章党纲又重申的正确口号。我们党正是依靠这个正确口号和一系列深得民心的方针政策，才赢得各族人民的支持，从而击败了中国国民党，1949年成立了中华人民共和国。”15日后，20名人士，包括中共元老前毛泽东秘书李锐、李普、前国家新闻出版署署长杜导正、散文家袁鹰、诗人兼评论家邵燕祥、律师张思之等联署公开信，要求撤销对刘晓波的一审判决。

#### 俄羅斯
俄罗斯科学院东方学研究院副所长，历史学博士维亚切斯拉夫·别洛克列尼茨基教授表示，诺委会将和平奖授予刘晓波的决定出乎他的意料，去年诺委会将和平奖授予美国总统奥巴马也有多重意义。诺委会今天做所的决定可能会带来政治后果，会导致中国和西方关系变冷。
俄罗斯科学院世界政治与国际关系研究所国际安全中心主任阿列克谢·阿尔巴托夫认为，诺贝尔和平奖授奖问题早已具有政治色彩。

#### 香港

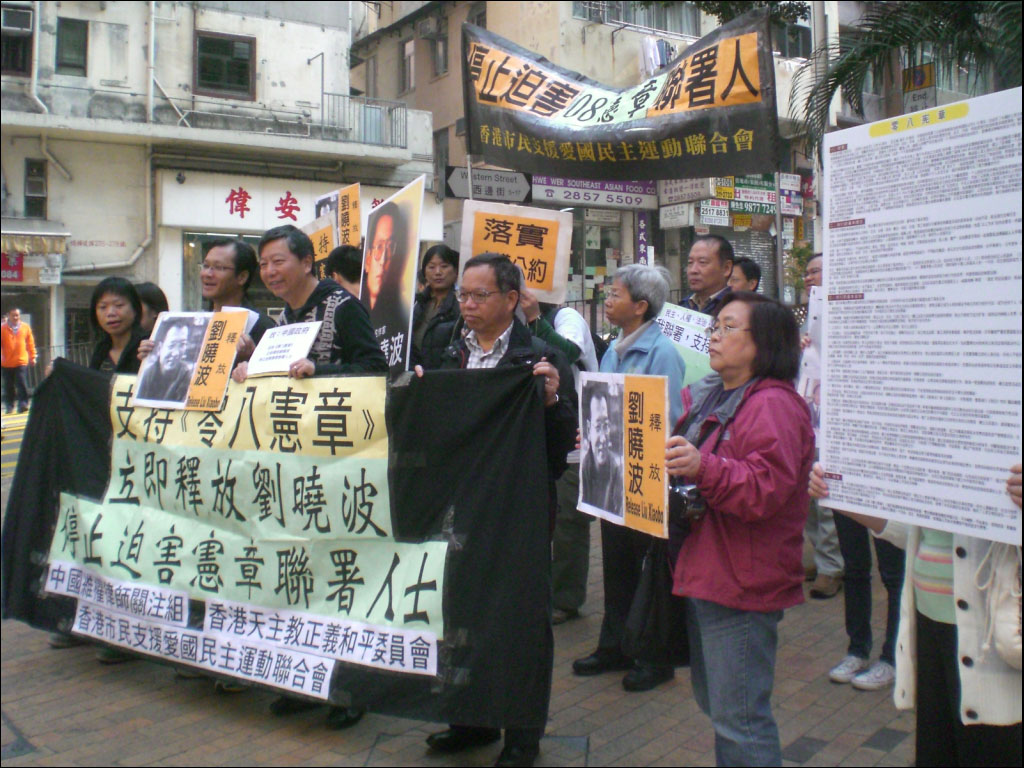
2008年12月14日香港支联会等团体举行示威，要求中国政府释放刘晓波。

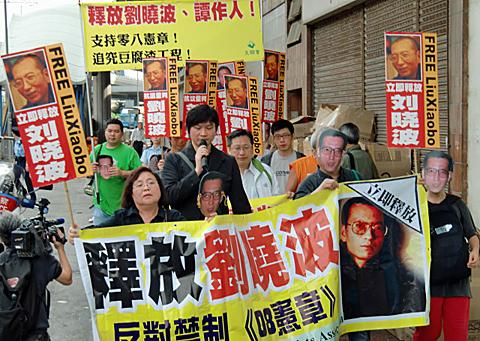
2010年2月11日香港抗议北京驳回刘晓波上诉，游行要求立即释放刘晓波。

2009年12月25日，劉曉波一审被判處有期徒刑11年时，香港支聯會、四五行動、天安門母親等民運組織成員遊行以示抗議。
12月27日，20多名香港市民在深圳羅湖橋靜坐聲援劉曉波，其中包括記者等多人被當局扣查。《明報》也作出了關於這個群組的報道。
2010年2月11日，北京市高级人民法院驳回刘晓波的上诉时，香港支联会抗议中国当局对刘晓波进行政治审判。

#### 美国
美國眾議院議長南希·佩洛西發表聲明，呼籲國際社會譴責中國拘捕劉曉波的舉動。美国国务院表示，中国应该立即释放刘晓波，并尊重所有中国公民應具有国际所公认表达他们意愿的权利。国务院发言人凯利表示，自刘晓波被拘捕以来，美国就刘晓波的案件和中方官员已进行了多次交涉。美國駐華大使館發言人史雯珊對此案表示關切，使館一等秘書梅儒瑞亦指出美国政府呼籲對劉案進行公平審判。

#### 欧盟
歐盟輪值主席國瑞典政府代表在歐盟總部布魯塞爾發表聲明表示“判处著名异议人士刘晓波11年监禁是非常‘不恰当的’。这一判决结果有理由让人们对中国的言论自由及司法公正状况感到担忧。”欧盟同样要求中国释放刘晓波，并结束对签署《零八宪章》的其他人员的骚扰和拘留。
对于审判结果，德国总理默克尔表示“震惊”，并希望中国对此案加以修正；德国外交部长基多·威斯特威勒对此案“深表忧虑”；德国联邦议会议长諾伯特·拉默特认为该案“令人惊恐”。
2009年12月26日，法国外交部对刘晓波被判重刑发表公告，呼吁中国当局履行与欧洲联盟人权对话中所作的承诺。对於中国重判刘晓波，法国深感忧虑。

#### 其他方面
劉曉波的庭審以及宣判引來國際社會的矚目，但北京方面拒絕任何其他國家的傳媒以及外交官出席旁觀庭審，并指出“外國外交官會干涉法庭審判”。刘晓波因發表零八宪章被刑事拘留后，引來某些西方国家對中國政府的強烈不滿。
国际间包括大赦国际、人权观察、记者无国界和国际笔会等机构，也不断呼吁中国政府将他释放。
2009年12月28日，第十四世达赖喇嘛对刘晓波被判刑发表公开声明，认为“中国政府对刘晓波这样表达言论自由人士的肆意判刑，显然违背了国际人权公约的基本准则，以及中国宪法明文规定的言论自由精神”。
2010年3月10日，全球150多名学者、作家、律师和人权倡议者在致全国人大常委会委员长吴邦国的联名信中，呼吁中国最高权力机关全国人民代表大会通过推动释放刘晓波，来表明中国将以认真的态度来实现法治的目标。
2010年10月25日，人權團體「Freedom Now」發布由15位諾貝爾和平獎得主聯署的公開信，包括前南非开普敦的圣公会大主教杜圖、東帝汶天主教主教貝洛、美國前總統卡特、南非前總統戴克拉克、伊朗人權運動家伊巴迪、北愛爾蘭社會民主勞工黨前領袖約翰·休姆、藏人行政中央的第十四世達賴喇嘛、肯亞環境運動家旺加里·馬塔伊、北愛爾蘭前總理特林布爾、瓜地馬拉原住民運動家莉戈貝塔、波蘭前總統華勒沙、北愛爾蘭女性和平運動家貝蒂·威廉斯及美國反地雷運動家喬迪·威廉斯等人。信中向时任聯合國祕書長的潘基文以及G20成員國領袖呼籲，希望他們在G20韓國首爾高峰會期間，向中国国家主席胡錦濤提出釋放劉曉波與解除對劉霞的軟禁的請求，讓他能夠自由通訊。

## 获得诺贝尔奖

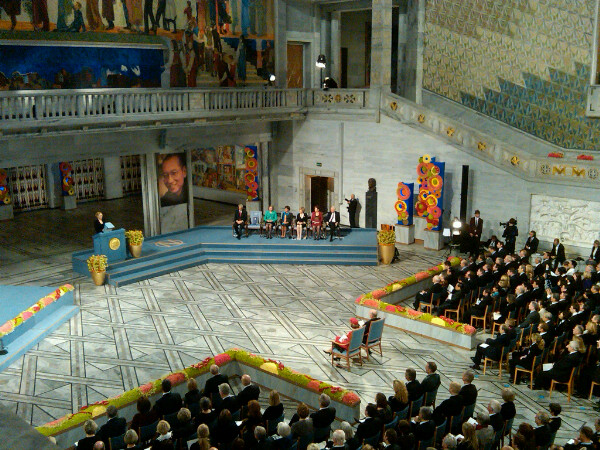
2010年諾貝爾和平獎頒獎典禮，現場擺放了一張空椅子象徵無法到場的劉曉波。

2010年1月19日，世界性作家组织「国际笔会」属下美国笔会会长、普林斯顿大学哲学教授克瓦米·安东尼·阿皮亚提名刘晓波角逐2010年诺贝尔和平奖。捷克前总统瓦茨拉夫·哈维尔、第十四世达赖喇嘛、南非图图大主教等多名诺贝尔和平奖得主，捷克、斯洛伐克、美国、挪威等国的部分国会议员和其他一些知名人士也相继推荐刘晓波为和平奖人选。
2010年10月8日，诺贝尔评审委员会主席托尔比约恩·亚格兰宣布，挪威诺贝尔委员会以「在中国為基本人權持久而非暴力的奮鬥」为由，向其颁发2010年诺贝尔和平奖。如果排除的国籍有争议的达赖喇嘛，刘晓波是首位获得诺贝尔奖的中华人民共和国公民。
其妻劉霞接受有线电视台记者吕秉权电话访问时心情激动，感谢每位支持刘晓波的人，并希望正在监狱中的丈夫能到挪威领奖。劉曉波在獄中得知自己獲獎後，表示應把獎項獻給六四事件的亡靈，並認為最應得獎的是「天安門母親」。
2010年10月，刘霞曾前往锦州监狱探望并告诉他获诺贝尔和平奖之事；刘霞返回后便受到软禁，不可打电话、出门买菜也不被允许，且告诉她软禁行動会持续到2011年1月底。刘霞的父亲表示，他也被禁止和女儿见面，家人自从10月後便一直没有再收到她的來信。12月，刘晓波被通知，他不可和家人會面。刘晓波兄长刘晓光说道，家中的电话在诺贝尔和平奖颁奖礼的当天便被切断。
2010年10月8日，诺贝尔评审委员会主席托尔比约恩·亚格兰向其颁发2010年诺贝尔和平奖。同日，中国外交部发言人马朝旭表示，诺贝尔委员会把2010年的诺贝尔和平奖授予刘晓波，完全违背该奖项的宗旨，也是对和平奖的亵渎。之后，中国官媒《环球时报》、《人民日报海外版》、人民网、新华网等先后刊登大量文章批判刘晓波、西方国家和诺贝尔和平奖，与中国官方关系密切的国外人士和媒体也相继批判本次诺贝尔和平奖。
2010年12月2日，中国外交部发言人姜瑜在例行记者会上表示，挪威诺委会将2010年的诺和奖授予因违反中国法律正在服刑的罪犯，是在公开支持中国境内违法犯罪行为，是对中国司法制度的公开挑战和对中国内政的粗暴干涉。2010年12月9日，姜瑜又表示：“国际社会多数成员不支持挪威诺贝尔委员会的错误决定。诺委会的任何做法都无法改变刘晓波的犯罪事实”，并表示“美国众议院审议通过的‘祝贺刘晓波获得诺贝尔和平奖决议案’罔顾事实、颠倒黑白，粗暴干涉中国内政，中方坚决反对”。
2010年12月12日，《南方都市报》头版以“亚残运会开幕”为主题的图片，被海外媒体认为其实另藏含义。报道指，背景图以空凳子纪念刘晓波获得诺贝尔和平奖。不过，南方报业否认了该图片另有寓意。

### 各方反应

#### 中华人民共和国政府
在中華人民共和國的异议人士中，许多和刘晓波有关系者被监视、软禁、限制出境。刘霞和刘晓波见过一次面之后便被软禁，和外界失去联系。美国有线电视新闻网以及英國廣播公司等新闻媒体从奥斯陆传出的电视訊號和相关网站由於早已在中国大陆被屏蔽，因此一切有關頒獎的訊息均被封鎖。人權人士被禁出國，劉曉波的妻子又被禁與外界接觸。
在中国大陆主流媒体（如人民网、新华网等）上，刘晓波依然被定性为一个试图分裂国家的政治罪犯。
而由于中华人民共和国方面不承认刘晓波的诺贝尔奖得主身份，故在中华人民共和国网络中多认定2012年获得诺贝尔文学奖的莫言为“首位获得诺贝尔奖的中华人民共和国公民”。

#### 国际社会
2010年12月10日的颁奖典礼，在奥斯陸设有大使馆的65个国家中，一共有17个国家並未参加典礼。BBC报道称，部分国家因自身政治体制与中国相似而抵制颁奖典礼，但也有部分国家承认受到中国政府的压力。
在奥斯陸设有大使馆，但未出席诺贝尔和平奖的國家名單如下，除中华人民共和国之外，依英文之字母順序排列： 阿富汗、 古巴、 埃及、 伊朗、 伊拉克、 、 摩洛哥、 巴基斯坦、 菲律賓、 俄羅斯、 沙烏地阿拉伯、 斯里蘭卡、 苏丹、 突尼西亞、 委內瑞拉、 越南。
聯合國和多個西方国家或地区的政府（亦包括日本、韓國和以色列）多发表声明对刘晓波获奖表示祝贺或欢迎，眾多人權組織也要求北京當局釋放劉曉波和異見人士，不过金砖四國、東盟、非洲以及阿拉伯世界的媒体大多对此事保持沉默，某些媒体拒绝置評劉曉波。阿盟秘書長除拒絕慰問劉曉波外，也拒絕出席和平獎頒獎禮作抗議。這些國家中，僅南非、巴西、印度、泰國及印尼之代表出席这次頒獎禮，其他出席的非西方國家還有哥倫比亞、哥斯大黎加、瓜地馬拉、智利和土耳其。
美國總統奧巴馬對劉曉波及妻子劉霞無法到挪威領取諾貝爾和平獎感到遺憾，指劉曉波信奉的是普世價值，進行和平抗爭，應盡快獲得釋放。另外，緬甸反對派領袖昂山素姬發表錄影片段，指爭取自由及民主的人，經常受到歧視，認為全球的人權捍衛者，應受到更好的保護。
英国广播公司、德国之声、美国之音、及《明报》都设立刘晓波获诺贝尔和平奖报道专辑。

## 罹癌逝世

### 诊断及治疗

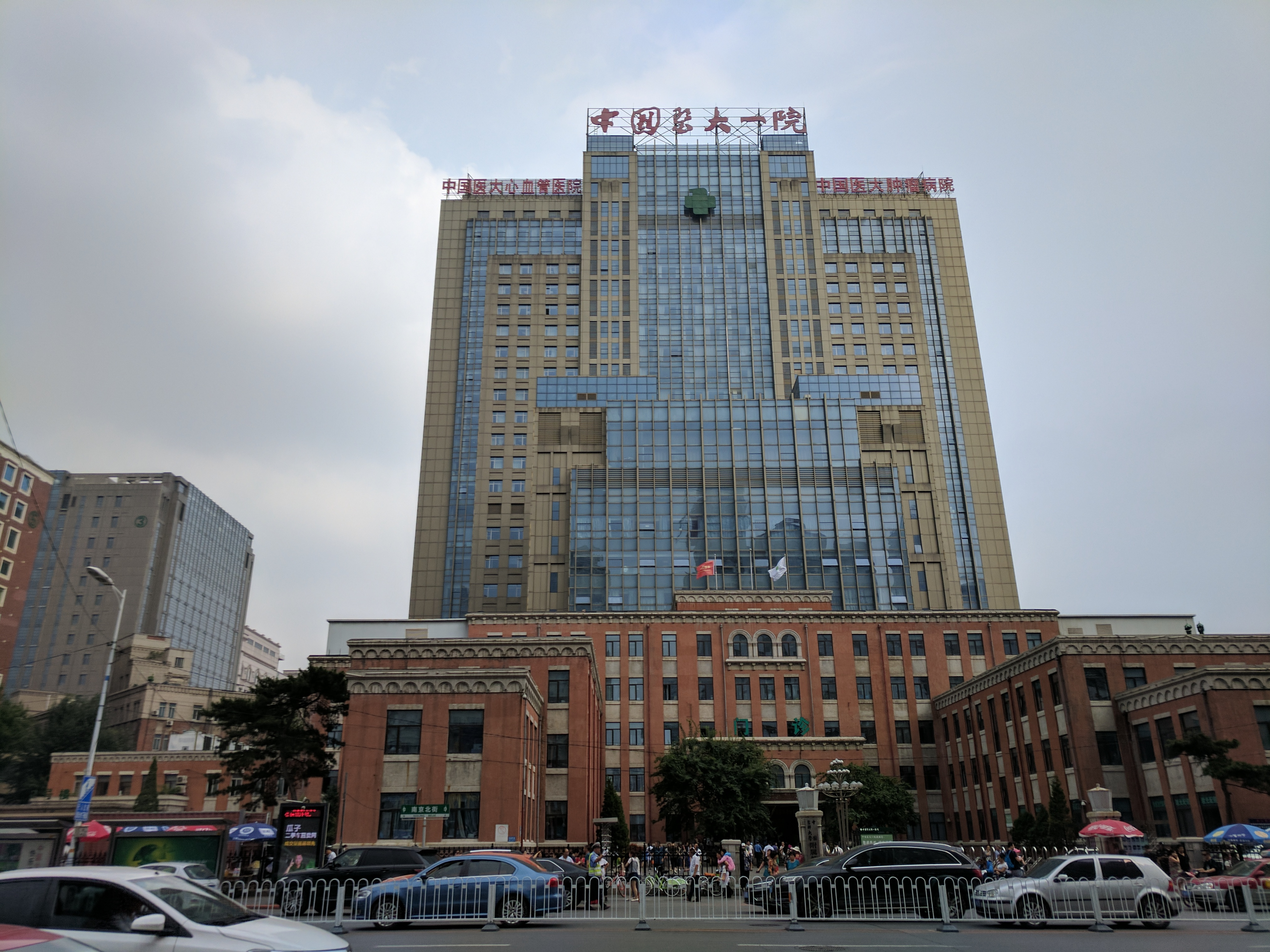
刘晓波保外就医时所在的中国医科大学附属第一医院。摄制于刘晓波逝世后的第二天。

2017年6月，媒体传出刘晓波重病的消息。随后刘晓波的代理律师莫少平向媒体证实了刘晓波罹患肝癌晚期、已获准保外就医的消息；同年6月26日，辽宁省监狱管理局证实了这一消息。

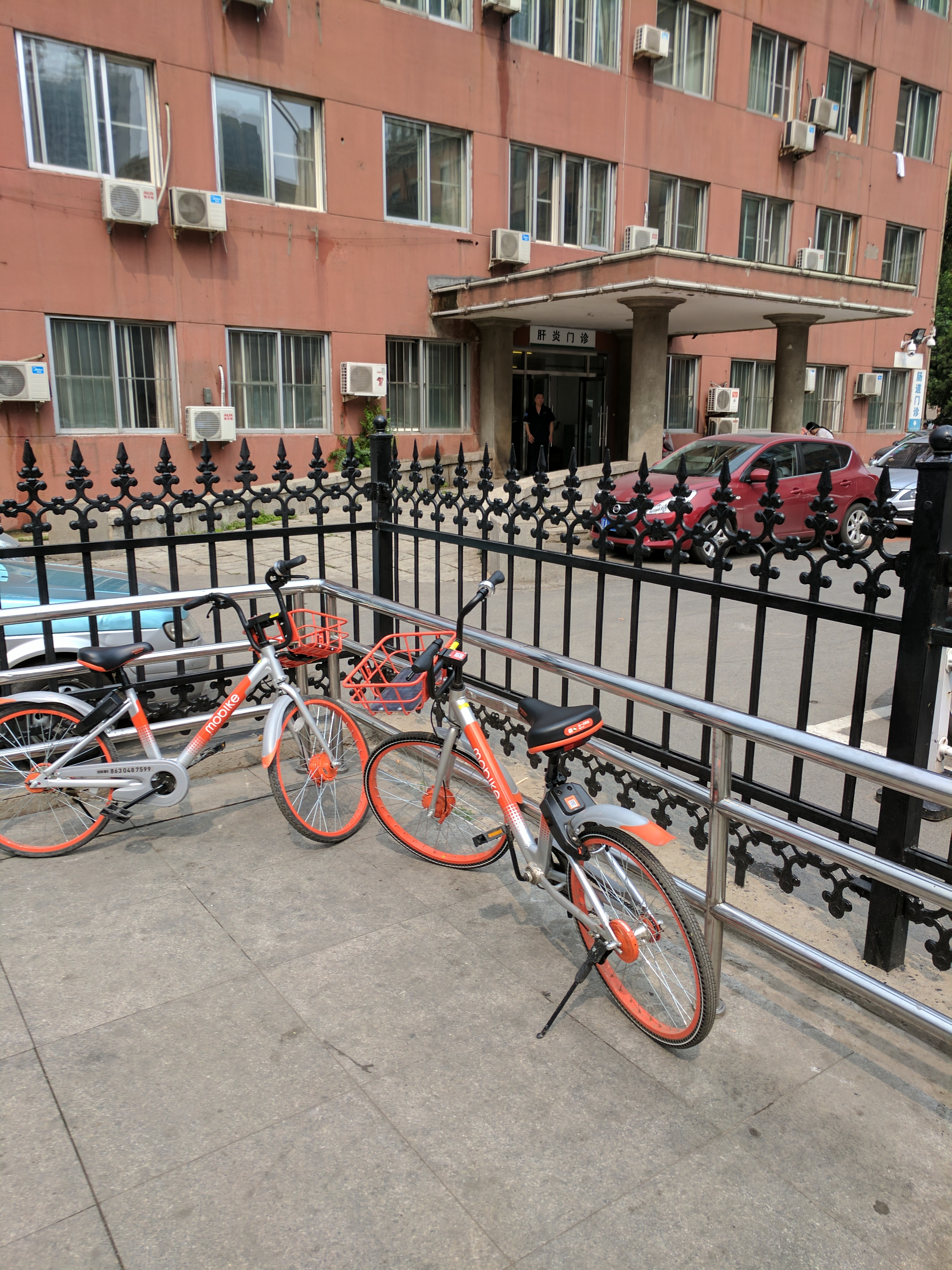
中国医科大学附属第一医院的“肝炎门诊”楼。摄制于刘晓波逝世后的第二天。门口有国保警察站岗。

依据北京官方消息，6月7日，经中国医科大学附属第一医院组成的由院内肝胆、肿瘤专家等22人参加的医院救治小组会诊，确诊为原发性肝癌伴全身性转移。随后应刘晓波亲属请求，院方邀请8位中国国内知名肿瘤专家组成医疗救治小组，为刘晓波制定了治疗方案，随后又邀请了多位中医专家为刘晓波进行中医调理。刘晓波本人获准保外就医，包括刘晓波妻子刘霞在内的多名亲属均在沈阳，并获准探视陪护刘晓波。而官方也已邀请和允许美国、德国医疗组和专家来华参与救治刘晓波。
6月28日，在劉曉波罹癌保外就醫後，遼寧省瀋陽市司法局当晚首度公開其病情，指劉曉波是上月底發現可疑症狀離監就醫，聲明又指劉曉波本身有乙肝病史。而YouTube當日傳出劉曉波獄中生活以及接受體檢治療的影片。
除了官方公布的消息，民间也开始营救刘晓波的紧急行动。截至6月29日，境內外超过1397人透过联署方式发出《紧急呼吁：还刘晓波彻底自由》，但是因为消息封锁，中国大陆和國外民众均无法了解详实状况。国际社会对刘晓波的病情关注超过中国国内，全球154位不同领域的诺贝尔奖获得者联署公开信， 要求中国政府遵循人道主义原则允许刘晓波和妻子刘霞到美国治疗，欧洲议会决议要求中国释放刘晓波。 美国和德国都表示愿意接纳刘晓波进行治疗。长期被监视的刘晓波妻子刘霞透过朋友传递给外界家属的愿望：“希望刘晓波出国去治疗”。但是这一请求没有被官方获准，外界也难以透过正常渠道与官方机构斡旋，甚至无法前往探望。维权人士莫之许、温克坚等前往沈阳中国医科大学附属第一医院查询刘晓波的情况，但是被告知没有刘晓波其人。
2017年7月5日，刘晓波的家属對外界透露，在沈阳中国医科大学第一附属医院治疗的刘晓波，星期三病情恶化，肝功能变差，承受不了治疗，已停用所有中、西医抗癌药。7月6日，维权人士曾金燕发表《刘晓波病情加重，我们应该怎么做？》，再次呼吁中国政府允许刘晓波“到海外在完全自由的状况下治疗”。
2017年7月6日，据路透社援引德国外交部消息来源报道 ， 一名德国癌症专家2017年7月6日已到沈阳中国医科大学附属第一医院治疗看刘晓波，但没有透露检查的结果。美国国务院也正在协调一名美国医疗专家前往中国为刘晓波提供医疗检查。
7月8日，中国医科大学附属第一医院官方网站发布消息称德国海德堡大学医学院外科系主任Markus W Büchler教授和美国德州大学安德森癌症中心放疗系Joseph M.Herman教授到该院对刘晓波病情进行会诊。会诊后认为刘晓波罹患晚期肝癌，全身多处转移，目前已经处于终末期。病人大量腹水，病情严重，考虑到缓解全身症状，可复查平扫MRI，进一步评价肝脏状况，再决定是否可以行门脉癌栓介入和/或放射治疗缓解病情。如果肝功能改善，可考虑进一步试用免疫等治疗。继续目前营养支持、止痛和一般支持治疗等，尽可能提高病人生存质量。据美国之音报道，有接近刘晓波亲属的消息来源称，会诊中刘晓波思维清楚，表达清晰，不时讲英语。他强烈要求到国外治病，首选德国，美国也可以。在一旁的刘霞、刘晖支持晓波的要求，希望尽快获得批准成行。
7月9日，德州大学安德森癌症中心发表了参与刘晓波会诊的德美两国专家，发表联合声明，称刘晓波须尽快被移送海外就医。声明中，两位专家同意中国医学界对刘晓波肝癌的诊断，但表示在治疗方面仍存在其他选项，包括介入式治疗和放射治疗。根据当前情况，刘晓波可移送海外接受治疗，而且必须要尽快移送。美德两间癌症中心及大学皆同意接收刘晓波，并提供最佳的医护。这个声明与中国医大一院网站上的发布的“美德专家称刘晓波到国外也没有更好的办法”不同。
7月10日，在例行发布的《刘晓波病情通报》中，中国医科大学附属第一医院表示：“患者今日腹胀加重，腹膜炎，血压下降，急性肾功能不全，不全肠梗阻，肝脏平扫MRI结果提示肝癌病灶增大，门脉广泛癌栓，肝脏被膜下病灶局部破裂出血，腹腔种植转移灶增多”。医院同时附带表示“上述情况，家属已知情”。尽管希望渺茫，外界仍然期待中国当局不要错过最后机遇。艺术家艾未未对英国卫报表示“关押刘晓波是历史错误”。同日，英国和欧盟敦促中国确保刘晓波自由选择就医方式、就医地点，并取消对刘晓波、刘霞及家属的一切限制。 支联会在当晚6时开始在中联办外举行「释放刘晓波出国治病」接力静坐，直至刘晓波获安排出国治病。
7月11日，医院表示，“患者目前仍在积极抢救中，存在腹腔感染、腹膜炎、感染性休克、器官功能不全。已于昨日开始持续性肾脏替代治疗（CRRT），今日继续加强抗感染治疗和器官功能支持治疗”。外界判断肝脏和肾脏基本衰竭，靠昼夜24小时血滤，或已进入肝昏迷。原中共中央总书记赵紫阳的政治秘书鲍彤接受自由亚洲电台专访，谴责当局对刘晓波出国就医要求予以拖延是蓄意谋杀。他表示，让刘晓波出境非常简单，只要领导人“一句话”就能成行，却偏偏不肯说。同日，德国总理府的发言人表示，默克尔总理希望中国基于人道考虑，放行刘晓波接受治疗。身处美国的刘晓波国际代表律师简瑟尔（Jared Genser）发表声明称，已准备好有足够设施的医疗专机，以及相关医护人员，在中方批准后便可快速地送刘晓波出国治疗。 不过应该指出，根据中华人民共和国出境入境管理法第十二条規定，中华人民共和国公民被判处刑罚尚未执行完毕的，不准出境（虽然存在例外）。
7月12日，根据自由亚洲电台报道，刘晓波兄弟刘晓光夫妇、刘晓暄夫妇被国保警察看管在一别墅内，通讯被控制，刘霞和刘晖也同亲属失去联络两天，但此说法与刘晓光在律师陪同下所发布声明冲突。另有刘家6名亲属要求见刘晓波，当局要求其依照“监狱法”提出申请。中国医科大学附属第一医院官方网站一度无法访问，出现502错误，更添加了外界新的不安猜测。网站恢复后最新的病情通报显示：肝脏功能进一步恶化，在持续性肾脏替代治疗（CRRT）下总胆红素继续上升至114μmol/L，经输注血浆后凝血酶原时间（PT）29.2s，仍存在休克及器官功能衰竭。
7月12日下午，医院再次发出病情通报：患者病情进行性加重，存在肾功能衰竭、亚急性肝功能衰竭（Child-Paugh分级C级）、呼吸功能衰竭、自发性腹膜炎、感染性休克、不全肠梗阻、弥漫性血管内凝血。
7月13日，有媒体发布消息称，刘晓波处于弥留状态。

### 病逝
7月13日17时35分，刘晓波在沈阳中国医科大学附属第一医院病逝。当天深夜，医院方面召开了记者会，指劉曉波安詳病逝，沒有任何痛苦，當時妻子劉霞及兄弟等親屬都在床邊，逐一與劉曉波告別，劉曉波囑咐劉霞好好生活。院方还表示刘晓波被发现患癌时已是末期，不适宜移动，又称刘晓波未提出出国治疗，且刘晓波病情发展异常迅速，肿瘤增大以星期計算。翌日，瀋陽市司法局在其官方網站上貼出劉曉波救治經過影片。

### 各方反应

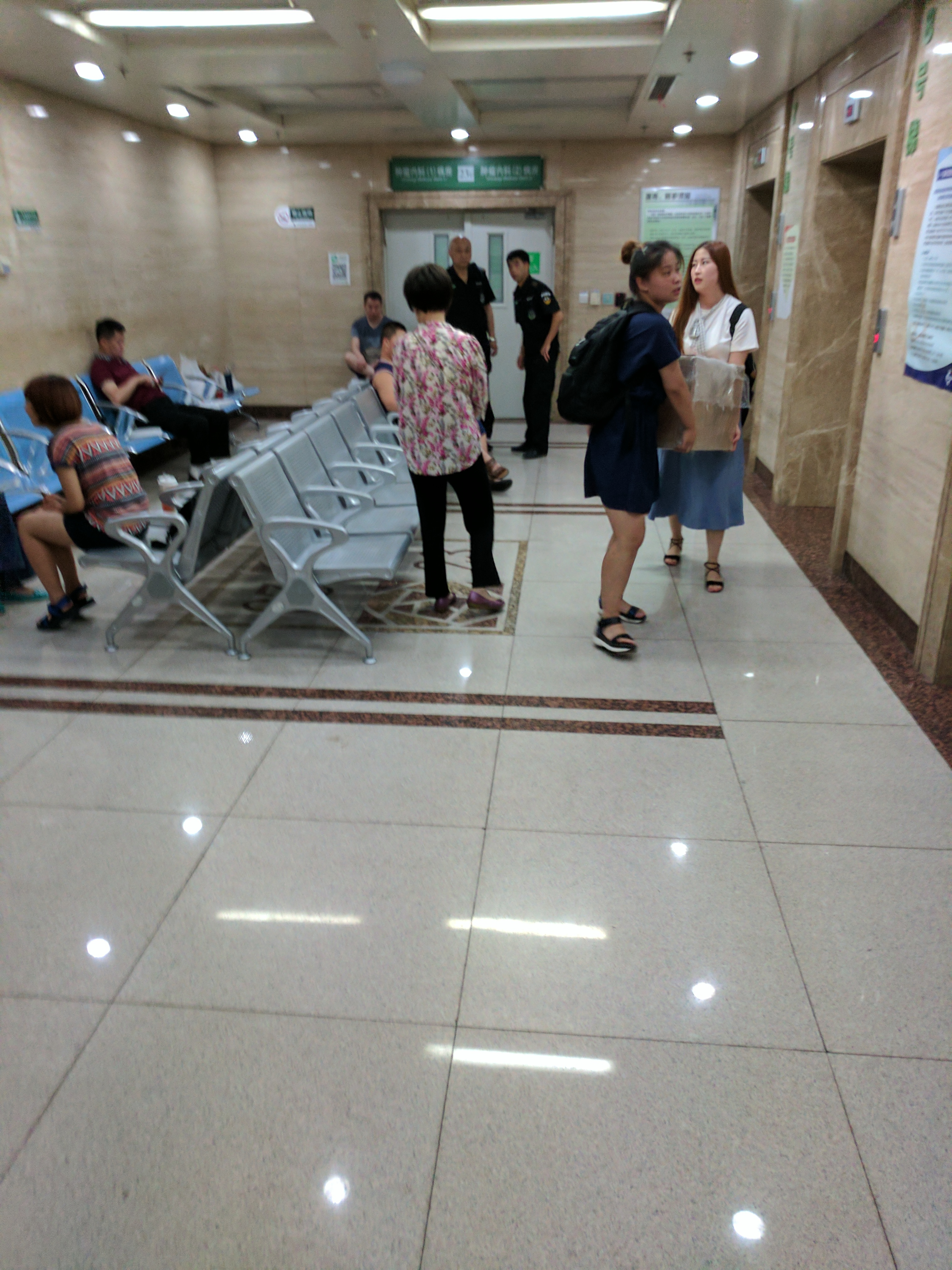
刘晓波临逝世前有传言认为其在该医院的第10层或23层。图为刘晓波逝世第二天在第23层站岗的国保警察。

曾先后担任挪威首相、挪威诺贝尔委员会主席的挪威诺贝尔委员会委员托尔比约恩·亚格兰称，刘晓波是第二位因在国家监视下死亡而未能前去领奖的诺贝尔奖获得者，第一位是纳粹德国时代的卡尔·冯·奥西茨基。挪威诺贝尔委员会发表一份谴责中華人民共和国政府的官方声明，主席Berit Reiss-Andersen代表委员会写道：“刘晓波通过对共产党政权在中国的压迫行动进行非暴力反抗，为增进各国人民友爱做出了贡献”“中国政府对他的早逝负有重大责任”，并称刘将继续作为“所有为自由、民主和更美好世界而奋斗之人士的强有力象征”。4月份应邀到访北京结束了2010年诺贝尔和平奖外交纠纷的现任挪威首相埃尔娜·索尔伯格表示：“我得知刘晓波逝世后深感悲痛。几十年来，刘晓波都是人权和中国进一步发展方面的中心声音。”

此外，联合国人权事务高级专员扎伊德·拉阿德·侯赛因、欧盟委员会主席让-克洛德·容克及欧洲理事会主席唐纳德·图斯克、美国总统唐纳德·特朗普、德国总理默克尔、中華民國總統蔡英文等也表达了哀悼。德国、英国、法国、美国与联合国人权高专一并呼吁中華人民共和国政府停止软禁刘晓波遗孀刘霞，以及允许她在想离开的情况下离开中国。
7月14日，中华人民共和国外交部发言人耿爽在例行记者会上答记者问时称，刘晓波属罪犯，中華人民共和国政府已经依法依规并从人道主义角度出发全力救治，要求有关国家尊重中華人民共和国司法主权，不要干涉中国大陸内政。该段对话与此前刘晓波相关问题一样，均未出现在中华人民共和国外交部官网记录上，而该部对这一现象的解释是传媒可以选择报道内容，外交部也可以选择什么上网、什么不上网。中华人民共和国外交部后于下午向外国提出抗议。
中国大陆媒体普遍冷处理此事，有报道的大多也未用中文，如《环球时报》英文版和外语播出的中国环球电视网；其中《环球时报》英文版刊发的评论文章指责西方国家为政治目的利用刘晓波，并让其误入歧途，认为他的悲剧来源于在西方支持下选择与中国对抗、逆历史潮流。
新浪微博亦屏蔽相关关键词的搜索、删除和悼念沾边的内容，在中国社群媒体微博搜寻“刘晓波”、“刘先生”、“刘晓B”、“刘XB”、“L晓波”、“LX波”、“L晓B”、“LXB”、“Xiaobo”、“648”、“小波”等，页面也依旧显示「根据相关法律法规和政策，搜索结果未予显示」，还暂时隐藏了“蜡烛”表情及“诺贝尔”、“零八憲章”、“没有敌人”、“八六学潮”、“八九民运”、“海葬”、“刘霞”等等字眼，用户甚至无法发送任何含有“RIP”三个连续字母的微博。另据《纽约时报》报道，加拿大公民实验室的研究表明，腾讯旗下社交软件微信将众多可能联想至刘晓波的词组设为国内账户的敏感词，并在私人聊天中启用了图片过滤（包括刘晓波的图片以及对他悼念的照片）；此外，在消息因自我审查而不能显示的情况下，该软件不会对用户进行任何通知。与此同时，自刘晓波逝世后，相关部门亦加大了对政治人物及事件隐喻有关的关键词的审查力度，小熊維尼自此成为中国大陆网络敏感词。
根据路透社报道，沈阳市政府在7月15日举行记者会，指根据家属意愿，以及北方风俗，遗体已于早上火化，并进行简短告别式。告别式上，刘霞看似相当虚弱，还需家人搀扶。刘晓波的大哥刘晓光在7月15日官方举行的记者会上宣称中国官方对家属对葬礼的要求一一配合，据刘晓光称，“海葬是当地风俗习惯，也是家属的决定，数年前，其妹妹去世时也是海葬，自己去世也希望海葬”，而刘霞是因为身体衰弱没有出席记者会，强调中国大陆官方“并没有进行强迫”。刘晓光也多次感谢党和国家並赞颂社会主义制度的优越性。据了解，這場記者會只有劉曉光出面，現場雖有安排英文即時翻譯，但全程未開放媒體發問；且劉曉光說完就離去，對記者發問也沒做任何回應。
法国国际广播电台及苹果日报报道，据同樣参与六四事件的卢四清在香港建立的中国人权民运信息中心透露，劉曉波家屬前夜表明欲冰存遺體，讓親友瞻仰遺容，官方卻試圖讓遺體盡速火化，藉口「死者當地風俗習慣」以海葬方式抹去所有痕跡，但劉晓波家屬隨後強烈否認願意海葬。
7月15日下午，沈阳市人民政府新闻办公室再次召开记者会，沈阳市人民政府新闻办公室发言人张清洋表示，刘晓波的骨灰中午已撒入大海。
9月9日凌晨，香港教育大学的民主墙貼有「恭喜刘匪晓波魂归西天，祝贺刘霞永被我党软禁」的簡體字大字報，內容被指冒犯刘晓波及其妻刘霞，並使香港教育大學涼薄大字報事件越演越烈。教大校方對於校內民主牆繼貼有奚落蔡若蓮喪子標語後，兩日內再次出現冒犯性的標語表示遺憾；而根据消息人士透露，刘晓波家属对此回应称“海外什么人都有，对标语的内容‘不想知道’”。

## 观点言论

### 三百年殖民地论
在80年代文化热中国社会全面推崇全盘西化的背景下，1988年11月香港《解放月報》（现《開放雜誌》）主编金钟采访刘晓波：“你如此反傳統，是否同意全盤西化？”刘晓波回應：“我認為現代化是至明真理：私有制、民主政治、言論自由、法律至上。這是無可爭議的，中國不存在理論問題，只有政策問題。全盤西化就是人化、現代化。選擇西化就是要過人的生活，西化與中國制度的區別就是人與非人的區別。換言之，要過人的生活就要選擇全盤西化，沒有和稀泥及調和的餘地。我把西化叫做國際化、世界化，因為只有西化，人性才能充分發揮，這不是一個民族的選擇，而是人類的選擇。所以，我很討厭『民族性」』這個詞。中國就講不清什麼是『中國特色』。”对于金钟问，“什么条件下，中国才有可能实现一个真正的（香港式）历史变革”的问题，刘晓波回答：“三百年殖民地。香港一百年殖民地变成今天这样，中国那么大，当然需要三百年殖民地，才会变成今年香港这样，三百年够不够，我还有怀疑。”当金钟指出其“十足的‘卖国主义’”做提問时，刘晓波回应：「我引用馬克思《共產黨宣言》的一句話：『工人沒祖國，決不能剝奪他們所沒有的東西。』你要說我叛國，我就叛國！就承認自己是挖祖墳的不孝子孫，且以此為榮。」尔后他的“三百年殖民地”言论被新华社用来批判他的“卖国主义”，民間亦對此有所批評。西方哲學家研究中國哲學的全盤西化派別時，提到了劉曉波及他這一番言論是這派別裡言辭最尖銳者。
在刘晓波后来的写作中，也有怀疑西方文化的内容。例如，1989年3月，刘晓波在《〈中国政治与中国当代知识分子〉后记》一文中提到他造访纽约大都会艺术博物馆后“惊觉自己的思想竟如此肤浅”，「正因为我的民族主义立场和企图借助于西方文化来改造中国，所以我对中国的批判是以对西方文化的绝对理想化为前提，向西方文化文明『献媚』」，又批评多数西方人“仍对非西方人有著根深蒂固的优越感”，认为“在未来，西方文明无法拯救人类。”
刘晓波本人曾在2006年澄清，表示其“三百年殖民地”这句话的本意“不過是我至今無改的信念的極端表達而已，即，中國的現代化需要經過長期的西化過程方能實現。”他也表示“不會用接受採訪時的不假思索來為自己犯眾怒的言論作辯解，特別是在民族主義佔據話語制高點的今日中國，我更不想收回這句話。”

### 我没有敌人論
2009年12月23日，劉曉波在獄中發表文章《我沒有敵人——我的最後陳述》，稱其「沒有敵人，也沒有仇恨」，感受到檢察官、監獄管教的尊重，稱讚所在監獄的環境與管理，應「善意對待政權的敵意」、「以愛化解恨」，並認為中共「和諧社會」理念是一種進步。劉曉波進一步陳述道 ：
因为，仇恨会腐蚀一个人的智慧和良知，敌人意识将毒化一个民族的精神，煽动起你死我活的残酷斗争，毁掉一个社会的宽容和人性，阻碍一个国家走向自由民主的进程。所以，我希望自己能够超越个人的遭遇来看待国家的发展和社会的变化，以最大的善意对待政权的敌意，以爱化解恨。
此外，刘晓波还认为中国對外放棄“反帝反修”，對內放棄“階級鬥爭”，是中國的改革開放得以持續至今的基本前提。經濟走向市場，文化趨於多元，秩序逐漸法治，皆受益於“敵人意識”的淡化。即使在進步最為緩慢的政治領域，敵人意識的淡化也讓政權對社會的多元化有了日益擴大的包容性，對不同政見者的迫害之力度也大幅度下降，對八九運動的定性也由“反動暴亂”改為“政治風波” 。敵人意識的淡化讓政權逐步接受了人權的普世性，1998年，中國政府向世界做出簽署聯合國的兩大國際人權公約的承諾，標誌著中國對普世人權標準的承認；2004年，全國人大修憲首次把“國家尊重和保障人權”寫進了憲法，標誌著人權已經成為中國法治的根本原則之一 。與此同時，現政權又提出“以人為本”、“創建和諧社會”，標誌著中共執政理念的進步 。

### 批评日本右翼
刘晓波對近代日本評價頗差，在其文章《中共与日本右翼：均不道歉》中认为由于日本政要與民間越來越大熱衷参拜靖国神社、文部省篡改教科书美化历史，“似乎日本军国主义复活之势，已经不再是民间的极右势力，也日益明显地变成日本政府的选择。”、“现在的中国，不再是东亚病夫，甚至在军事上已经属于亚洲的强国，但日本的极右势力仍然歪曲侵华历史，日本政府也不向中国人真诚道歉。特别是在德国人的对比之下，中国人对日本人就更感到愤怒。”不過他也認為中國人對侵華歷史的態度上也有問題，在抗议活动上“韩国的反日是朝野共同发力”，而“中国的反日是民间热而政府冷”。刘晓波进一步认为产生这些现象的原因在于：“日本野蛮的战争观念”、“日本人的畸形民族优越感”、“中国人本身的窝里斗和自私懦弱”、“中共执政后对历史的伪造”、“美日同盟与中日较力”。此外，他还认为“中共的战争观念与日本右翼是一样的，也是成王败寇的实用主义的战争观和历史观。”。针对日本极右势力的打擊，刘晓波更认为中国应：“一方面，中共政权首先要诚实地面对自己的历史…使西方世界没有在道义上姑息日本而孤立中国的理由，让日本军国主义残余像纳粹主义残余一样，在全世界范围内成为千夫所指的人类公敌”、“另一方面，中国应该与韩国结成反日联盟，并联合其他亚洲受害国家…使之在道义上陷于孤家寡人的困境之中。”

### 评孙中山
不同于中国大陆学界主流，刘晓波對孫中山的評價比较负面，與國民黨和共產黨對他作為「中國偉大的革命先行者」的普遍推祟不同，刘晓波称孙中山真正的政治遗产是暴力革命和列寧式政黨，其次是“一个国家、一个主义、一个政党、一个领袖”的“党国体制”，也就是政治独裁；大量史料证明，孙中山不管在思想上还是在行动上都是激进的革命者和霸道的专制者。刘晓波根据孙中山死前的所作所为，认为若孙统一中国，不会施行他许诺的“三民主义”，极有可能是一代极权君主。中国政党史上，孙中山开创党派至上、君师合一、以党建军、以党训政之传统；中国新闻史上，孙中山是喉舌思想的始作俑者，孙中山眼中的报纸是党的宣传工具，新闻和记者是党派思想的宣传员。

### 批评中国教育
刘晓波表示中国大陆的教育制度有一点令世界各国无法企及，即它通过教育把人变成一个奴隶。这个制度不但没有一点变化，而且中国通过教育把人变成奴隶的技巧和一套程式已达到世界上最成熟和登峰造极的地步。

### 评陈良宇案
刘晓波2006年9月在《今日陈良宇　昨日陈希同》一文中认为“陈良宇案”中，时任政治局委员的陈良宇被扳倒，并非因为腐败，而是胡锦涛和温家宝挽回因周正毅案的失败而造成的权威流失、高层权争和对政治局常委黄菊等更高层的上海帮构成威慑，向海内外昭示了自身权力的巩固并警告那些企图挑战胡温中央的党内豪强。

### 論臺灣问题
刘晓波2005年文章（《觀察》首發）提出，“兩岸統一的時間表，就是大陸的經濟自由化和政治民主化的時間表”，大陸一天不走向自由民主，兩岸就一天無法展開真正的談判，也就更談不上未來的統一了。
選擇統一，不是選擇強制和奴役，不是刺刀下的不對等的談判，而是選擇自由與解放，是沒有武力威懾的、和平的、對等的談判。無論是統一的手段還是統一的結果，皆應該以促進具體的人的自由和解放為目的。
如果大一統只意味著面子上的民族尊嚴，而無視具體個人的尊嚴，只為了一黨政權的利益而無助於民眾的福祉，只是強權大國武力威逼下的統一，而不是平等協商下的統一，那麼這樣的尊嚴、利益和統一還是不要的好，哪怕它是以高尚的民族尊嚴和國家利益為訴求的。

## 家庭
刘晓波父亲刘伶，1931年生于吉林省怀德县，东北师范大学中文系教授。2011年9月因肝病逝世。
母亲张素勤，曾在东北师范大学保育院工作，1973年之后在同校行政处做收发工作。
長兄刘晓光，大连进出口服装公司经理、幹休所领导。撰寫劉曉波自傳的余杰指劉曉波在生前曾告知他其在六四之後就與身為「共產黨小官僚的大哥」斷絕關係。
二兄刘晓晖，历史学者，毕业于东北师范大学历史系，吉林省博物馆副馆长，主要从事东北近现代史暨博物馆学研究。
四弟刘晓暄，1957年出生，广东工业大学能源与材料学院教授，从事光功能高分子材料和光固化应用技术研究。1995年时曾报考清华大学博士生，但因刘晓波的政治活动，未获准参加考试。
五弟刘晓东，1990年代初因心脏病早逝。
刘晓波的第一任妻子為陶力，两人育有一子劉陶（後改陶陶），两人在六四事件之后离婚。1996年，刘晓波和第二任妻子刘霞结婚。

## 著作
| 出版時間       | 書籍名稱                            | 出版社                 |
| 1988年         | 《审美与人的自由》博士论文          | 北京师范大学出版社     |
| 1988年         | 《选择的批判—与李泽厚对话》         | 上海人民出版社         |
| 1989年         | 《选择的批判—与思想领袖李泽厚对话》 | 台湾风云时代出版公司   |
| 1989年         | 《形而上学的迷雾》                  | 上海人民出版社         |
| 1989年         | 《赤身裸体，走向上帝》              | 时代文艺出版社         |
| 1989年、1990年 | 《思想之谜与人类之梦》（二卷）      | 台湾风云时代出版公司   |
| 1990年         | 《中国当代政治与中国知识份子》      | 台北唐山出版社         |
| 1992年         | 《現代中国知識人批判》              | 日本德间书店           |
| 1992年、2017年 | 《末日倖存者的獨白》六四回忆录      | 台湾時報出版           |
| 2000年         | 《刘晓波刘霞诗选》                  | 香港夏菲尔国际出版公司 |
| 2000年         | 《美人赠我蒙汗药》                  | 长江文艺出版社         |
| 2002年         | 《向良心说谎的民族》                | 台湾捷幼出版社         |
| 2005年         | 《未来的自由中国在民间》            | 劳改基金会             |
| 2006年6月      | 《单刃毒剑——中国当代民族主义批判》  | 美国博大出版社         |
| 2009年10月     | 《大国沉沦—写给中国的备忘录》       | 台北允晨文化出版社     |
| 2009年12月     | 《》 （从天安门事件到零八宪章）     | 日本藤原书店           |
| 1986-2006年2月 | 《刘晓波博客文集》                  | 网络版                 |
| 1986-2008年    | 《刘晓波文集》                      | 网络版                 |

## 评价和纪念

### 外界评价
刘晓波“没有敌人”的言論在較激進民主派中有争议性。因此他一般被視為溫和民主派。流亡華府的魏京生告訴法新社：「以我的觀察，諾貝爾和平獎之所以頒給劉曉波是因為他與絕大部分的民運人士不同。他對政府有更多合作的表態，對其他受苦的反抗者有更多批評。」
在各界看好劉曉波奪下諾貝爾和平獎寶座之際，10多名因推動中國民主活動而被迫流亡海外的人士，集體發表公開信反對劉曉波取得諾貝爾和平獎，同時揭露此前曾曝光的《呼籲頒諾貝爾和平獎給劉曉波》公開信是發起人盜用他人姓名所進行的連署活動。《紐約時報》報導，在這封發表的「反對劉曉波獲諾貝爾和平獎」公開信中，包括曾在六四民運期間向毛澤東遺像丟雞蛋而入獄16年的魯德成與在六四運動中被流放貴州的袁紅冰等14人皆連署。其中公開信主要聯絡人伦敦大学学院許毅稱：「他（劉曉波）的行為是為自己謀名利，在關鍵的時刻表現軟弱，沒有辦法成為楷模。」並表示「若他真的得獎，那真是像吞下一隻蒼蠅這麼噁心。」但即使連署者全是反共的民運人士，也有外界質疑公開信是為中國當局打手，不过这种说法被許毅反驳。
前學運領袖柴玲說，上次與劉曉波見面，已經是89年6月3日晚解放軍在天安門廣場開槍後，認為劉曉波的文章「我沒有敵人－最後陳述」，十分令人感動，而劉曉波的謙卑令人尊敬，相信六四亡靈及天安門母親，都會為劉曉波得獎感到安慰。
2012年诺贝尔文学奖获得者莫言在获奖后称刘晓波，“希望能够尽早地获得自由、尽早地能够健康地获得他的自由，他完全可以研究他的政治，研究他的社会体制。”
負責把《零八憲章》翻譯成英文的普林斯頓大學中國問題專家林培瑞說，劉曉波起初非發起憲章的領袖，但確是憲章重要起草人。他形容憲章運動中的劉曉波“如撲火燈蛾，無懼於赴湯蹈火”。美國《時代雜誌》將劉曉波与昂山素姬、曼德拉、甘地和马丁·路德·金等一同列為「十大政治犯」之一。
政治科学家貝瑞·沙烏曼等人反对刘晓波对伊战和巴以冲突的态度。貝瑞·沙烏曼还与人类学家严海蓉在《南华早报》发表《刘晓波该得搞笑诺贝尔和平奖》一文指出，诺贝尔和平奖是无道义可言的政治奖，西方视中国为潜在对手，像刘晓波攻击和批判中国就会增加自己获得诺贝尔和平奖的机会。
2015年6月10日至14日，接受中共中央对外联络部邀请的缅甸反对派领袖昂山素季（后任国务资政）率领全国民主联盟代表团进行了首次访华之旅。她到访了北京、上海和云南三地，并会见了中共中央总书记习近平、中共上海市委书记韩正和中共云南省委书记李纪恒。据博讯网报道，有消息称，她曾向习近平表示她個人對諾貝爾和平獎獲得者劉曉波的情況表示關注，習近平並沒有正面回應此問題，她私下也對中共對媒體和輿論高度的控制力表示驚訝，因为她發現自己此程除了中方有限的個別媒體跟訪，全程沒有一家西方媒體跟隨。
金钟后来回忆刘晓波提出“三百年殖民地”言论时，认为刘晓波当时这样讲有两层内涵，一是对殖民地的评价。以英属香港时期为例，在九七回归前，港大最后一次民调中，「你最後選擇一次香港前途」的統計中，超過一半的回答是「維持現狀」，即維持英國人管治的“殖民地”現狀；另一层内涵是其个人风格。刘晓波被称为「黑馬」，其表达方式一针见血，放言无忌。以观念之夸张而言，近代维新派思想家谭嗣同为变法图强，主张“尽卖新疆于俄罗斯，尽卖西藏于英吉利”，而青年时期的毛泽东亦曾主张“索性分裂去谋各省的分建设，实行‘各省人民自决主义’，最好分为二十七国。”
旅美政论作家陈破空表示“刘晓波以最悲惨的方式告别人世，见证了新纳粹的诞生。而新纳粹中共腐败集团对刘晓波的迫害与谋杀，其阴险、变态与凶残程度，远远超过当年的纳粹德国。”

### 纪念活动
六四事件二十五周年之际，一批美国国会议员致信华盛顿特区市长葛瑞（Vincent Gray）和哥伦比亚特区议会，他们提议将中国驻华盛顿大使馆门前的街道更名为刘晓波路。他们还表示，此举将鼓励所有人权活动家继续战斗下去。华盛顿特区议会主席曼德森在议会上表示：“有时候，命名一个街道的举动，哪怕是象征性的举动，也能促进世界人权的发展”，曼德森呼吁美国国会对街道更名的建议举行投票，同时街道更名提议得到美国国会多党派议员的支持。中国当局则称此举是“挑衅行为”。
2014年5月，美國眾議院預算分配委員會通過決議，要求美國政府將華盛頓特区中國驻美大使館所在的International Place NW更名為Liu Xiao Bo Plaza（劉曉波廣場）。按照美國法令相關程序，該命名議案在通過眾議院撥款委員會之後，再進入眾議院、參議院兩院協商的階段。此前，中國駐美大使館曾表示抗議稱，美國人不會希望看到以一個罪犯的名字為街道命名。
2014年6月24日，美國眾議院撥款委員會在投票中通過將中國駐美國大使館所在的西北区国际广场3505号更名為「劉曉波廣場」，但它还需经众院和参院表决通过，再由国务卿克里签字才能生效。
在大陆社交平台上，有网民在刘晓波去世后通过各种方式绕过网络审查来纪念他。在2010年颁发诺贝尔和平奖時，刘晓波身处狱中，诺奖协会在颁奖晚会上摆放了一张空椅子向刘晓波致敬，空椅子的图片也因此广为流传，甚至“空椅子”这三个字也成为了敏感词。为绕过审查，刘晓波的崇拜者们使用“王晓波”或“刘老师”称呼刘晓波；夜色中的天安门广场也被赋予了纪念的意涵。刘晓波逝世之时，有中国大陆的歌手创作了纪念刘晓波的说唱。
2017年7月14日，在洛杉矶中华人民共和国领馆出现了对其的组织纪念活动。
2017年11月，雕塑家陈维明在美国完成为诺贝尔和平奖得主刘晓波塑造的雕像，题为“牢笼中的刘晓波”。
2018年7月13日，洛杉矶民主同仁追思纪念刘晓波逝世一周年。
2019年4月15日，作为纪念六四30周年活动之一，捷克首都布拉格DOX艺术中心举办刘晓波雕像的揭幕典礼。刘晓波雕像揭幕仪式在布拉格举行完毕后，雕像将在全球巡展。
2019年7月13日，洛杉矶民运组织集会纪念刘晓波逝世两周年。
2023年12月28日，在劉曉波冥誕這天，中國人權在纽约曼哈顿时代广场和中央公园紀念劉曉波。
2024年9月11日，刘晓波铜像在爱尔兰高威大学揭幕。高威大学临时校长麦克休（Peter McHugh），赞扬刘晓波为“先行者”：“在高威大学校园内安放刘晓波半身像，符合我们社区追求人权的价值观。这也象征着我们努力表彰那些在人权道路上走在我们前面的人。我希望这个铜像能成为和爱尔兰人权中心接触的人们，以及我们的学生、工作人员、研究人员及校友持续的灵感泉源。”高威大学爱尔兰人权中心主任穆拉利表示，刘晓波一生追求人权和民主，在逆境中展现非凡勇气，挑战司法不公和滥用国家权力的现象，值得世人尊敬。人权活动家周锋锁说：“在我看来，这是世界级的一个艺术品，显示了刘晓波的坚韧，还有悲悯的情怀。这个雕塑的意义主要还是在中共把刘晓波挫骨扬灰、毁灭对他的记忆的情况下，我们要记住刘晓波。这个雕塑代表的就是对中国自由民主事业的关注，也是对中共的谴责。”

## 奖项和荣誉
- 1990年与1996年两次获得美国人权观察“海尔曼人权奖”[8]。
- 2003年，美国中国民主教育基金会第十七届“杰出民主人士奖”。
- 2004年12月21日，无国界记者和法兰西基金会颁发的2004年度“捍卫言论自由奖”[8]。
- 文章《“新闻腐败”不是新闻》（《开放》月刊2004年1月号）获得2004年第九届香港“人权新闻奖优异奖”。
- 文章《权贵的天堂 弱者的地狱》（《开放》月刊2004年9月号）获得2005年第十届香港人权新闻奖大奖[8]。
- 文章《汕尾血案的始末和背景》（《开放》月刊2006年1月号）获得2006年第十一届香港人权新闻奖优异奖[212]。
- 2007年8月，亚太人权基金会“良知勇气奖”。
- 2009年3月，捷克“在困境中的人”（People in Need）救援组织“人与人” （Homo Homini）人权奖[213]。
- 2009年4月，美国笔会“巴巴拉·戈德史密斯自由写作奖”[8][214]。
- 2010年10月4日，人权观察“艾莉森·黛丝·弗基斯非凡运动奖”。
- 2010年10月7日，德国笔会赫尔曼·凯斯滕奖[215]。
- 2010年10月8日，诺贝尔和平奖[1][2][216]。
- 2014年5月29日，与许志永并列荣获美国国家民主基金会颁发的“2014年度民主奖”[217]。
- 独立中文笔会荣誉会长，德国、美国、葡萄牙、捷克、澳洲悉尼笔会荣誉会员。

### 引用
1. 1 2 3 4  , nobelprize.org, 2010-10-08  [2010-10-08], （原始内容存档于2011-12-02）
2. 1 2  , 香港電台, 2010年10月8日, （原始内容存档于2010年10月11日）
3. ↑  Lovell, Julia. . The Independent (UK: Independent Print Limited). 2010-10-09  [2010-10-09]. （原始内容存档于2010-10-10）.
4. ↑  , nobelprize.org,   [2012-10-12], （原始内容存档于2018-01-04）
5. ↑  Wachter, Paul (18 November 2010). "Liu Xiaobo wasn't the First Nobel Laureate Barred From Accepting His Prize" 的存檔，存档日期2010-12-21.. AOL News
6. ↑  . 德国之声. 2017-06-26  [2017-06-26]. （原始内容存档于2017-06-26）.
7. ↑  . 辽宁省监狱管理局.   [2017-06-27]. （原始内容存档于2017-06-29）.
8. 1 2 3 4 5  . BBC 中文网. 2017-07-13  [2017-07-13]. （原始内容存档于2017-07-14） （英国英语）.
9. ↑  . 沈阳市司法局.   [2017-07-13]. （原始内容存档于2017-07-13）.
10. ↑  中国医科大学第一附属医院. . 2017-07-13  [2017-07-13]. （原始内容存档于2017-07-16）.
11. ↑  劉曉波用完滿一生換取妻子劉霞自由 （页面存档备份，存于）,
 新新聞, 2017-07-12
12. ↑  . Encyclopædia Britannica. 2010  [2017-07-13]. （原始内容存档于2010-10-10）.
13. ↑  . BBC. 2017-07-15  [2017-07-15]. （原始内容存档于2017-08-10） （中文（臺灣））.
14. ↑  . 中国茉莉花革命. 2011-06-17  [2015-06-14]. （原始内容存档于2015-05-11）.
15. ↑  . 零八宪章网站. 2012-06-22  [2016-09-30]. （原始内容存档于2016-10-02）.
16. ↑  孙琴安. . 上海：上海社会科学院出版社. 2013: 292. ISBN 7-5520-0275-1.
17. ↑  洪子诚，奚密，吴晓东，姜涛，冷霜编选. . 北京：生活·读书·新知三联书店. 2015: 128. ISBN 978-7-108-05106-6.
18. 1 2  阎纯德主编. . 成都：四川文艺出版社. 1992: 213. ISBN 7-5411-0708-5.
19. ↑  . 文艺评论. 1996-12  [2016-09-30]. （原始内容存档于2016-10-02）.
20. ↑  孙国亮著. . 上海：上海大学出版社. 2014: 47. ISBN 978-7-5671-1327-5.
21. 1 2  宋伟著；高楠主编. . 北京：文化艺术出版社. 2012: 143. ISBN 978-7-5039-5429-0.
22. ↑  王世德. . 成都：巴蜀书社. 2013: 100. ISBN 7-5531-0201-6.
23. ↑  明报记者陈阳、方德豪. . 明报. 2008-10-22  [2009-12-26]. （原始内容存档于2010-10-15）.
24. ↑  郑旺，季蒯编. . 北京：中国青年出版社. 1989年9月: 143–145. ISBN 7-5006-0617-6.
25. ↑  . china.dwnews.com.   [2017-07-16]. （原始内容存档于2012-01-14）.
26. ↑  . history.dwnews.com.   [2017-07-16]. （原始内容存档于2017-07-01）.
27. ↑  . news.bbc.co.uk. BBC中文网. 2004-06-01  [2017-08-29]. （原始内容存档于2017-08-16）.
28. ↑  俞淵若. . 世界日報. 1990-09-06.
29. 1 2  俞淵若. . 世界日報. 1991-03-11.
30. 1 2 3  維基文庫：劉曉波一審判決書
31. ↑  . Radio Free Asia.   [2017-07-16]. （原始内容存档于2018-04-12） （粵語）.
32. ↑  劉曉波“軟禁”百日與妻子第二次見面 （页面存档备份，存于），Sina全球新聞
33. ↑  當局在劉曉波受審日監控異見人士 （页面存档备份，存于） 自由亞洲電台粵語
34. ↑  . BBC.   [2009-12-25]. （原始内容存档于2011-05-12）.
35. 1 2 3  公小玄. . 明鏡出版社. 2010-10-18  [2017-07-16]. ISBN 9781935981077. （原始内容存档于2018-05-24） （中文（臺灣））.
36. ↑  .   [2017-08-01]. （原始内容存档于2017-08-01）.
37. ↑  刘霞：铁窗后我亲爱的丈夫刘晓波 （页面存档备份，存于），RFI，2010年2月28日
38. ↑  《大事件》編輯部. . 大事件雜誌社. 2010-10-28. ISBN 9781630326128 （中文（臺灣））.
39. ↑  . Radio Free Asia.   [2017-07-18]. （原始内容存档于2017-08-01） （粵語）.
40. ↑  劉曉波. . 捷幼出版社. 2002. ISBN 9789578523562 （中文）.
41. 1 2  . 法广. 2010-10-13  [2017-07-18]. （原始内容存档于2017-09-15） （中文（中国大陆））.
42. ↑  劉曉波; 劉霞. . 夏菲爾國際出版公司. 2000. ISBN 9789629380434 （中文）.
43. ↑  . 民主中国.   [2018-08-24]. （原始内容存档于2021-12-09）.
44. ↑  Link, Perry. . The New York Review of Books.   [2008-12-10]. （原始内容存档于2008-12-11）.
45. ↑  . www.2008xianzhang.info.   [2017-07-15]. （原始内容存档于2017-07-19）.
46. ↑  . 民主中国. 2008-12-14  [2010-02-12]. （原始内容存档于2009-06-27）.
47. ↑  . （原始内容存档于2017-07-14） –中欧新闻网.
48. ↑  .   [2011-12-16]. （原始内容存档于2017-05-26）.
49. ↑  . www.rfi.fr.   [2010-03-03]. （原始内容存档于2010-03-22）.
50. ↑  . BBC. 2009-12-25  [2009-12-25]. （原始内容存档于2010-08-19）.
51. ↑  . 法国国际广播电台. 2010-02-11  [2010-02-11]. （原始内容存档于2010-02-13）.
52. ↑  三百多名零八宪章签署人要求共担刑罚 的存檔，存档日期2009-12-15.美国之音，2009-12-13
53. ↑  崔卫平的Twitter （页面存档备份，存于）、崔卫平：不绝望，不能说有希望 （页面存档备份，存于）、续三 （页面存档备份，存于）、续四 （页面存档备份，存于）、续五 （页面存档备份，存于）、续六 （页面存档备份，存于），RFI，2010年1月
54. ↑  胡绩伟、李普、戴煌、何方等为刘晓波鸣不平 的存檔，存档日期2010-01-27.，维权网，2010年1月17日
55. ↑  . 法国国际广播电台. 2010-01-16  [2010-03-03]. （原始内容存档于2010-03-22）.
56. ↑  . 法国国际广播电台. 2010-02-02  [2010-03-03]. （原始内容存档于2010-02-18）.
57. ↑  . 俄罗斯卫星通讯社. 2010-10-08  [2018-03-10]. （原始内容存档于2018-03-10）.
58. ↑  . Apple Daily 蘋果日報.   [2009-12-29]. （原始内容存档于2010-07-21）.
59. ↑  . （原始内容存档于2009年12月31日）.
60. ↑  中五學生網上聲援劉曉波 的存檔，存档日期2009-12-29.}}
61. ↑  . 美国之音. 2010-02-11  [2010-02-11]. （原始内容存档于2010-02-13）.
62. ↑  . BBC中文网. 2009-06-25  [2009-06-25]. （原始内容存档于2009-06-29）.
63. ↑  . 蘋果日報. 2009-12-24  [2020-09-18]. （原始内容存档于2020-09-18）.
64. ↑  (www.dw.com), Deutsche Welle. . DW.COM.   [2010-10-08]. （原始内容存档于2010-10-31）.
65. ↑  美国欧盟呼吁释放中国异议人士刘晓波 的存檔，存档日期2010-01-17.美国之音，2009-12-14
66. ↑  德国各界对中国重判刘晓波案表示强烈不满 （页面存档备份，存于），RFI，2009年12月26日
67. ↑  法国外交部对中国重判刘晓波表示担忧 （页面存档备份，存于），RFI，2009年12月26日
68. ↑  . Youtube新唐人電視台. 2009-12-25  [2010-12-12]. （原始内容存档于2011-07-21）.
69. ↑  人权组织吁国际集体促中释放刘晓波 的存檔，存档日期2009-12-27.美国之音，2009-12-04
70. ↑  达赖喇嘛对刘晓波被判刑的公开声明 （页面存档备份，存于），RFI，2009年12月28日
71. ↑  . 美国之音. 2010-03-11  [2010-03-12]. （原始内容存档于2010-03-14）.
72. ↑  . FREEDOM NOW. 2010  [2010-12-11]. （原始内容存档于2011-04-30） （英语）.
73. ↑  哈维尔推刘晓波为今年诺贝尔奖人选 （页面存档备份，存于），RFI，2010年1月21日
74. ↑  . 2010-10-08  [2010-10-08]. （原始内容存档于2010-10-12） （中文）.
75. ↑  狱中的中国作家刘晓波今天获得2010年诺贝尔和平奖 的存檔，存档日期2010-10-11.
76. ↑  . 商业电台. （原始内容存档于2017-07-14）.
77. 1 2  .   [2017-07-18]. （原始内容存档于2018-07-11） （中文（简体））.
78. 1 2 3  余杰. . 時報文化. 2012-08-31: 305–307. ISBN 9789571356280 （中文（臺灣））.
79. ↑  .   [2010-12-17]. （原始内容存档于2021-12-15）.
80. ↑  chinanews. . www.chinanews.com.   [2017-07-18]. （原始内容存档于2012-06-17）.
81. ↑  . news.sina.com.cn.   [2017-07-18]. （原始内容存档于2012-06-17）.
82. ↑  . 联合早报. 2010-12-14. （原始内容存档于2010-12-16） （中文）.
83. ↑  新华社. . 中华人民共和国驻马来西亚大使馆. 2010-12-07  [2016-04-22]. （原始内容存档于2016-05-08） （中文）. 新华社北京１２月７日电 中国人权问题专家７日表示，挪威诺贝尔委员会把２０１０年的和平奖授予因触犯中国法律而被中国司法机关判刑的罪犯刘晓波的做法，是对中国司法主权的粗暴干涉，并且违反了国际法。
84. ↑  . 来源：人民网-环球时报. 2014-12-05  [2016-04-22]. （原始内容存档于2016-05-08）.
85. ↑  诺贝尔和平奖授予刘晓波“大错特错”--挪威学者批评诺贝尔委员会居心不良 的存檔，存档日期2010-10-17. - 新华网
86. ↑  挪威斯考根公司总裁撰文说中国才应得和平奖 （页面存档备份，存于） - 新华网
87. ↑  . 文学城. （原始内容存档于2017-07-14）.
88. ↑  Nobel peace prize: Who is boycotting the ceremony? （页面存档备份，存于），BBC.
89. ↑  昂山素姬錄影片段 （页面存档备份，存于）商業電台 10.12.2010
90. ↑  .   [2010-10-13]. （原始内容存档于2011-08-15）.
91. ↑  (www.dw.com), Deutsche Welle. . DW.COM.   [2010-10-13]. （原始内容存档于2010-10-16）.
92. ↑  . www.chinainperspective.com.   [2010-10-13]. （原始内容存档于2011-04-30）.
93. ↑  . （原始内容存档于2010-10-25）.
94. ↑  .   [2010-10-13]. （原始内容存档于2016-07-19）.
95. ↑  . 2017-06-26  [2017-06-29]. （原始内容存档于2017-06-29） （中文（简体））.
96. ↑  . 沈阳市司法局. 2017-06-28  [2017-06-29]. （原始内容存档于2017-06-29） （中文（中国大陆））.
97. ↑  . (北京)多维新闻网. 2017-06-02  [2017-06-29]. （原始内容存档于2017-07-07） （中文（简体））.
98. ↑  . 成報.   [2017-07-16]. （原始内容存档于2017-07-15）.
99. ↑  . Apple Daily 蘋果日報.   [2017-07-07]. （原始内容存档于2017-07-17）.
100. ↑  .   [2017-07-07]. （原始内容存档于2020-10-21） （中文（繁體））.
101. ↑  . 2017-06-30  [2017-07-06]. （原始内容存档于2017-06-29） （中文（简体））.
102. ↑  . 2017-07-07  [2017-07-07]. （原始内容存档于2017-07-06） （中文（简体））.
103. ↑  . 法廣. 2017-06-29  [2017-07-07]. （原始内容存档于2017-06-29） （中文（臺灣））.
104. ↑  . 眾新聞.   [2017-07-07]. （原始内容存档于2018-07-11） （中文（香港））.
105. ↑  海彦. . 美国之音.   [2017-07-07]. （原始内容存档于2018-07-11） （中文）.
106. ↑  zengjinyan. . zengjinyan. 2017-07-07  [2017-07-07]. （原始内容存档于2017-08-30）.
107. ↑  . 2017-07-07  [2017-07-07]. （原始内容存档于2017-07-08） （中文）.
108. ↑  . 2017-07-07  [2017-07-07]. （原始内容存档于2021-12-15） （中文）.
109. ↑  . www.cmu1h.com.   [2017-07-08]. （原始内容存档于2017-07-12）.
110. ↑  叶兵. . 美国之音.   [2017-07-15]. （原始内容存档于2017-07-08） （中文）.
111. ↑  . www.mdanderson.org.   [2017-07-09]. （原始内容存档于2017-08-08） （英语）.
112. ↑  . www.cmu1h.com.   [2017-07-09]. （原始内容存档于2017-07-10）.
113. ↑  . www.cmu1h.com.   [2017-07-10]. （原始内容存档于2017-07-11）.
114. ↑  Phillips, Tom. . The Guardian. 2017-07-09  [2017-07-10]. ISSN 0261-3077. （原始内容存档于2017-07-10） （英国英语）.
115. ↑  Phillips, Tom. . The Guardian. 2017-07-10  [2017-07-10]. ISSN 0261-3077. （原始内容存档于2017-07-10） （英国英语）.
116. ↑  . 2017-07-10  [2017-07-10]. （原始内容存档于2018-07-11） （中文）.
117. ↑  . Radio Free Asia.   [2017-07-11]. （原始内容存档于2017-07-14） （中文（中国大陆））.
118. ↑  Phillips, Tom. . The Guardian. 2017-07-11  [2017-07-11]. ISSN 0261-3077. （原始内容存档于2017-07-11） （英国英语）.
119. ↑  . 百度知识图谱.[]
120. ↑  . Radio Free Asia.   [2017-07-12]. （原始内容存档于2017-07-13） （中文（中国大陆））.
121. ↑  . www.cmu1h.com.   [2017-07-12]. （原始内容存档于2017-07-13）.
122. ↑  . www.cmu1h.com.   [2017-07-12]. （原始内容存档于2017-07-13）.
123. ↑  . 香港商业电台. 2017-07-13  [2017-07-13].[永久]
124. 1 2  .   [2017-07-13]. （原始内容存档于2017-07-29）.
125. ↑  . 2017-07-13  [2017-07-13]. （原始内容存档于2017-07-13）.
126. ↑  . 2017-07-13  [2017-07-13]. （原始内容存档于2017-07-16）.
127. ↑  . 香港商业电台. 2017-07-14  [2017-07-14]. （原始内容存档于2018-07-11）.
128. ↑  . 2017-07-14  [2017-07-14]. （原始内容存档于2017-07-17）.
129. ↑  .   [2017-07-14]. （原始内容存档于2021-12-15）.
130. ↑  . The Nobel Peace Prize.   [2017-07-14]. （原始内容存档于2017-07-20）.
131. ↑  . 香港電台網站中文新聞网. 2017-03-31  [2017-07-14]. （原始内容存档于2021-12-15）.
132. ↑  . 环球时报网. 2017-04-08  [2017-07-14]. （原始内容存档于2018-11-14）.
133. ↑  . 2017-07-13  [2017-07-14]. （原始内容存档于2017-07-14） –Reuters.
134. ↑  美国之音. .   [2017-07-14]. （原始内容存档于2017-07-29）.
135. ↑  安华. .   [2017-07-14]. （原始内容存档于2017-07-14）.
136. ↑  . europa.eu.   [2017-07-14]. （原始内容存档于2017-07-13）.
137. ↑  . 自由时报. 2017-07-13  [2017-07-14]. （原始内容存档于2017-07-13）.
138. ↑  . 2017-07-14  [2017-07-14]. （原始内容存档于2017-07-14） –www.bbc.com.
139. 1 2  . TVBS. 2017-07-14  [2017-07-14]. （原始内容存档于2020-04-24）.
140. ↑  . 立场新闻. 2017-07-13  [2021-12-15]. （原始内容存档于2020-08-10）.
141. 1 2  . BBC中文网. 2017-07-14  [2017-07-14]. （原始内容存档于2017-07-17）.
142. 1 2  . RFA普通话. 2017-07-14  [2017-07-14]. （原始内容存档于2017-07-28）.
143. ↑  . 环球时报英文版. 2017-07-14  [2017-07-14]. （原始内容存档于2017-07-13）.
144. ↑  . udn联合新闻网. 2017-07-14  [2017-07-14]. （原始内容存档于2017-07-14）.
145. ↑  Allen, Kerry. . BBC News. 2017-07-13  [2017-07-14]. （原始内容存档于2017-07-14） （英国英语）.
146. ↑  . 纽约时报中文网 国际纵览. 2017-07-18  [2017-07-18]. （原始内容存档于2017-07-18） （中文）.
147. ↑  赫海威. . 纽约时报中文网. 2017-07-18  [2021-11-19]. （原始内容存档于2021-11-12） （中文（简体））.
148. ↑  . 蘋果日報. 2017-07-15  [2017-07-15]. （原始内容存档于2017-07-17）.
149. ↑  . Reuters. 2017-07-15  [2017-07-15]. （原始内容存档于2017-07-15）.
150. ↑  . BBC中文网. 2017-07-15  [2017-07-15]. （原始内容存档于2017-07-17）.
151. ↑  Kala OK. . 2017-07-15  [2017-07-16]. （原始内容存档于2021-12-15） –YouTube.
152. ↑  叶兵. . （原始内容存档于2017-07-15）.
153. ↑  https://www.facebook.com/ETtoday. . ETNEWS新聞雲.   [2017-07-16]. （原始内容存档于2017-07-16） （中文（臺灣））.
154. ↑  . 蘋果日報.   [2017-07-16]. （原始内容存档于2017-07-15） （中文（臺灣））.
155. ↑  . 法广. 2017-07-14  [2017-07-16]. （原始内容存档于2017-07-15） （中文（中国大陆））.
156. ↑  .   [2017-07-15]. （原始内容存档于2017-07-18） （中文（臺灣））.
157. ↑   (2017-09-09). 星島日報. 2017-09-09  [2018-02-06]. （原始内容存档于2017-11-12）.
158. ↑  . 香港電台. 2017-12-15  [2018-02-06]. （原始内容存档于2017-12-17）.
159. ↑  . 香港01. 2017-09-09  [2018-02-06]. （原始内容存档于2017-11-15）.
160. ↑  . 星洲网. 2017-09-09  [2017-09-10]. （原始内容存档于2017-09-10）.
161. ↑  . BBC中文网. 2017-09-09  [2017-09-10]. （原始内容存档于2017-09-10）.
162. ↑  刘洋波. .  (硕士论文). 北京大学. 2008-05-00  [2019-09-30]. （原始内容存档于2020-02-07） （简体中文）.
163. ↑  . www.open.com.hk.   [2017-07-14]. （原始内容存档于2017-07-31）.
164. 1 2  金鐘. . 開放雜誌.   [2015-10-10]. （原始内容存档于2017-07-17）.
165. ↑  .   [2017-07-13]. （原始内容存档于2017-12-27）.
166. ↑  Defoort, Carine. . Philosophy East and West. 2001, 51 (3): 404. One variant of this position admires philosophy and denounces the bankruptcy of Chinese tradition. (...) But not all voices within this group resound with a sharpness equal to that of Liu (...), so he has said in a controversial interview, "three hundred years of foreign colonization".
167. ↑  . Radio Free Asia.   [2017-07-14]. （原始内容存档于2021-12-15） （中文（中国大陆））.
168. ↑  . Google Docs.   [2017-07-14]. （原始内容存档于2021-12-15） （中文（中国大陆））.
169. ↑  . 纽约时报中文网 国际纵览. 2017-07-14  [2017-07-14]. （原始内容存档于2017-07-15） （中文）.
170. ↑  劉曉波. . 開放雜誌. 2006-12-19  [2010-10-19]. （原始内容存档于2010-10-14）.
171. ↑  劉曉波. . 2009年12月23日  [2010-10-09]. （原始内容存档于2018-07-12）.
172. 1 2 3  .   [2011-01-10]. （原始内容存档于2010-12-15）.
173. ↑  . 乌有之乡. 2010年10月18日  [2015年10月10日]. （原始内容存档于2017年10月15日）.
174. ↑  刘晓波. .   [2017-07-10]. （原始内容存档于2017-07-16）.
175. ↑  劉曉波. . businessweekly. 《觀察》首發. 2005年12月20日. （原始内容存档于2020年11月3日）.
176. 1 2  . 明报. 2017-07-13  [2017-07-17]. （原始内容存档于2017-07-14） （中文（臺灣））.
177. 1 2 3  余杰. . 時報文化. 2012  [2017-07-17]. ISBN 9789571356280. OCLC 820002390. （原始内容存档于2021-12-15）.
178. 1 2  .   [2017-07-17]. （原始内容存档于2017-12-30）.
179. ↑  . 吉林省图书馆.   [2017-07-17]. （原始内容存档于2019年2月3日）.
180. 1 2  . 德国之声. 2010-11-15  [2017-07-17]. （原始内容存档于2021-03-01） （中文）.
181. ↑  . 广东工业大学.   [2017-07-17]. （原始内容存档于2020-08-28）.
182. ↑  侯晓敏. . 科技日报 第7版. 2016-07-25  [2017-07-17]. （原始内容存档于2020-04-24）.
183. ↑  刘国凯. . 人权论坛. （原始内容存档于2010-10-12）.
184. 1 2  AFP. . 2010年10月9日  [2010年10月9日]. （原始内容存档于2010年10月13日）.
185. ↑  renminbao.com, 人民報. .   [2011-06-04]. （原始内容存档于2011-10-07）.
186. ↑  中國異議人士抵制劉曉波拿和平獎 的存檔，存档日期2010-10-11. 2010年10月08日 蘋果日報
187. ↑  .   [2011-01-09]. （原始内容存档于2011-07-15）.
188. ↑  美国之音. .   [2012-11-04]. （原始内容存档于2012-10-19）.
189. ↑  . （原始内容存档于2011-04-30）.
190. ↑  Romero, Frances. . 2010-11-15  [2010-10-11]. （原始内容存档于2010-10-11） –www.time.com.
191. ↑  Barry Sautman and Yan Hairong. . 2010年12月15日  [2011年12月15日]. （原始内容存档于2011年12月2日）.
192. ↑  Barry Sautman; Yan Hairong. . 南华早报. 2010-10-12  [2010-12-12]. （原始内容存档于2010-12-16） （英语）.
193. ↑  . 凤凰聚焦. 2015-06-09. （原始内容存档于2016-01-11）.
194. ↑  . 美国之音. 2015-06-14. （原始内容存档于2016-03-05）.
195. ↑  谌旭彬. . 2013-09-20  [2017年7月14日]. 若无内国债可举，而择祸莫如轻，莫如俗谚‘与其欠钱，不如卖田’。……今夫内外蒙古、新疆、西藏、青海，大而寒瘠，毫无利于中国，反岁费数百万金戍守之。地接英俄，久为二国垂涎。一旦来争，度我之力，终不能守，不如及今分卖于二国，犹可结其欢心而坐获厚利。二国不烦兵力，骤获大土，亦必乐从。（《谭嗣同集·报贝元征》）[永久]
196. ↑  . www.marxists.org.   [2017-07-14]. （原始内容存档于2020-04-24）. 九年假共和大战乱的经验，迫人不得不醒觉，知道全国的总建设在一个期内完全无望，最好办法，是索性不谋总建设，索性分裂去谋各省的分建设，实行“各省人民自决主义”’二十二行省，三特区，两藩地，合共二十七个地方，最好分为二十七国。
197. ↑  . www.open.com.hk.   [2017-07-14]. （原始内容存档于2017-07-31）.
198. ↑  .   [2019-09-16]. （原始内容存档于2020-11-30）.
199. ↑  . 德国之声. 2014-05-30  [2017-07-15]. （原始内容存档于2014-06-03）.
200. ↑  . BBC中文网. 2014年6月19日  [2017年7月15日]. （原始内容存档于2014年7月1日）.
201. ↑  . BBC中文网. 2014年6月25日. （原始内容存档于2014年6月26日）.
202. ↑  . Apple Daily 蘋果日報.   [2017-07-15]. （原始内容存档于2014-06-28）.
203. ↑  . The Washington Post. 2014-06-24  [2014-06-24]. （原始内容存档于2014-06-26） （英语）.
204. ↑  . BBC中文网. 2010-12-10  [2022-10-13]. （原始内容存档于2022-12-25）.
205. ↑  . 纽约时报中文网 国际纵览. 2017-07-14  [2017-07-15]. （原始内容存档于2017-07-14） （中文）.
206. ↑  .   [2018-01-09]. （原始内容存档于2021-12-15）.
207. ↑  . 博闻. 42930  [2020-05-02]. （原始内容存档于2020-12-01）.
208. ↑  . 自由亚洲电台. 2017-11-25  [2020-04-22]. （原始内容存档于2020-04-24）.
209. ↑  .   [2019-04-16]. （原始内容存档于2020-12-01）.
210. ↑  . Radio Free Asia. 2023-12-30  [2024-01-01]. （原始内容存档于2024-01-01） （中文）.
211. ↑  . Radio Free Asia. 2024-09-11  [2024-09-11] （中文）.
212. ↑  . 自由亚洲. 2007-03-25  [2019-04-19]. （原始内容存档于2020-04-24）.
213. ↑  One World Homo Homini award goes to Chinese dissident （页面存档备份，存于），2009年3月12日
214. ↑  . 德国之声. 2009-04-29  [2009-04-29]. （原始内容存档于2009-05-04）.
215. ↑  刘晓波获得德国笔会赫尔曼-凯斯滕奖 （页面存档备份，存于） 德国之声 2010年10月07日
216. ↑  .   [2017-07-13]. （原始内容存档于2012-02-05）.
217. ↑  . 美国之音. 2014年5月26日. （原始内容存档于2014年5月27日）.